# Phyllosticta
Phyllosticta is een geslacht van schimmels die behoort tot de familie Botryosphaeriaceae. De typesoort is Phyllosticta convallariae. Het veroorzaakt vlekken op bladeren.

## Soorten
Volgens Index Fungorum telt het geslacht 1494 soorten (peildatum september 2023):
| Soortnaam                             | Auteur(s)                                                             | Publicatiejaar |
| ------------------------------------- | --------------------------------------------------------------------- | -------------- |
| Phyllosticta aberiae                  | Nann.                                                                 | 1912           |
| Phyllosticta abieticola               | Wikee & Crous                                                         | 2013           |
| Phyllosticta abietis                  | Bissett & M.E. Palm                                                   | 1989           |
| Phyllosticta abramovii                | Lavrov                                                                | 1948           |
| Phyllosticta abricola                 | Cif. & Gonz. Frag.                                                    | 1926           |
| Phyllosticta abutilonis               | Henn.                                                                 | 1908           |
| Phyllosticta acaciigena               | Crous & Jacq. Edwards                                                 | 2016           |
| Phyllosticta acanthospermi            | Ellis & Everh.                                                        | 1900           |
| Phyllosticta acanthosyridis           | Speg.                                                                 | 1910           |
| Phyllosticta aceris                   | Sacc.                                                                 | 1878           |
| Phyllosticta aceris-obtusati          | Moesz                                                                 | 1938           |
| Phyllosticta acicola                  | Bissett & M.E. Palm                                                   | 1989           |
| Phyllosticta aconiti                  | Siemaszko                                                             | 1919           |
| Phyllosticta aconitifoliicola         | A.S. Patil & V.G. Rao                                                 | 1993           |
| Phyllosticta aconitina                | Petr.                                                                 | 1921           |
| Phyllosticta acoridii                 | Henn.                                                                 | 1908           |
| Phyllosticta acrocomiicola            | Bat.                                                                  | 1956           |
| Phyllosticta actinidiae               | Ablak. & Koval                                                        | 1960           |
| Phyllosticta adeloica                 | Speg.                                                                 | 1908           |
| Phyllosticta adjuncta                 | Bubák & Serebrian.                                                    | 1916           |
| Phyllosticta adoxae                   | Seaver                                                                | 1922           |
| Phyllosticta aecidiicola              | Hulea                                                                 | 1939           |
| Phyllosticta aecidiorum               | Petr.                                                                 | 1959           |
| Phyllosticta aegiphilofolia           | Bat. & J. Silva                                                       | 1952           |
| Phyllosticta aesculana                | Oudem.                                                                | 1901           |
| Phyllosticta aetoxici                 | Speg.                                                                 | 1910           |
| Phyllosticta africanae                | (Pandotra & A. Husain) Aa                                             | 1973           |
| Phyllosticta afrostyracis             | C. Moreau                                                             | 1947           |
| Phyllosticta agarwalii                | Hasija                                                                | 1966           |
| Phyllosticta agaves                   | Maubl.                                                                | 1903           |
| Phyllosticta aggregata                | Mig.                                                                  | 1934           |
| Phyllosticta aglaiae                  | G.Z. Lu & J.K. Bai                                                    | 1994           |
| Phyllosticta agnostoica               | Speg.                                                                 | 1908           |
| Phyllosticta agrimoniae               | (Lasch) Allesch. ex Died.                                             | 1912           |
| Phyllosticta ahmadii                  | Abbas, B. Sutton & Ghaffar                                            | 2003           |
| Phyllosticta aizoon                   | Cooke                                                                 | 1885           |
| Phyllosticta ajugae                   | Sacc. & Speg.                                                         | 1878           |
| Phyllosticta ajugaecola               | Hollós                                                                | 1926           |
| Phyllosticta ajugicola                | I.E. Brezhnev                                                         | 1961           |
| Phyllosticta akaisiana                | Hara                                                                  | 1930           |
| Phyllosticta akebiae                  | N. Naito                                                              | 1940           |
| Phyllosticta alangii                  | Hasija                                                                | 1963           |
| Phyllosticta albanica                 | Bubák                                                                 | 1906           |
| Phyllosticta albina                   | Bubák & Kabát                                                         | 1904           |
| Phyllosticta albizinae                | V.G. Rao                                                              | 1963           |
| Phyllosticta albobrunnea              | Bubák & Wróbl.                                                        | 1916           |
| Phyllosticta albomaculans             | Kabát & Bubák                                                         | 1908           |
| Phyllosticta alchemillae              | (Vestergr.) Allesch.                                                  | 1903           |
| Phyllosticta alcides                  | Sacc.                                                                 | 1878           |
| Phyllosticta aleuritis                | Cif. & Gonz. Frag.                                                    | 1926           |
| Phyllosticta alii-saikiae             | Vanev & Aa                                                            | 2002           |
| Phyllosticta alismatis                | Sacc. & Speg.                                                         | 1878           |
| Phyllosticta allegheniensis           | Tehon & G.L. Stout                                                    | 1929           |
| Phyllosticta allescheriana            | Elenkin & Ohl                                                         | 1912           |
| Phyllosticta alliacea                 | Motohashi, Jun. Nishikawa & C. Nakash.                                | 2008           |
| Phyllosticta allii                    | Baudyš                                                                | 1918           |
| Phyllosticta alliicola                | Lobik                                                                 | 1928           |
| Phyllosticta allophyli                | H.S. Yates                                                            | 1917           |
| Phyllosticta alnea                    | Oudem.                                                                | 1901           |
| Phyllosticta alniperda                | Oudem.                                                                | 1904           |
| Phyllosticta aloicola                 | Wilkee & Crous                                                        | 2013           |
| Phyllosticta alopecuri                | Lavrov                                                                | 1961           |
| Phyllosticta aloysiae                 | Speg.                                                                 | 1910           |
| Phyllosticta alpina                   | Allesch.                                                              | 1895           |
| Phyllosticta alpiniae                 | Bat.                                                                  | 1952           |
| Phyllosticta alpinicola               | Solheim                                                               | 1950           |
| Phyllosticta altaica                  | Nann.                                                                 | 1929           |
| Phyllosticta alternantherae           | Bat.                                                                  | 1952           |
| Phyllosticta alyssae                  | Hollós                                                                | 1907           |
| Phyllosticta alyxiae                  | Hansf.                                                                | 1954           |
| Phyllosticta amaltasia                | S. Chandra & Tandon                                                   | 1964           |
| Phyllosticta amaryllidicola           | Aa                                                                    | 1973           |
| Phyllosticta ambigua                  | Scalia                                                                | 1909           |
| Phyllosticta ambiguella               | Sacc.                                                                 | 1913           |
| Phyllosticta ambrosiae                | Davis                                                                 | 1924           |
| Phyllosticta americani                | Gucevič                                                               | 1962           |
| Phyllosticta amorphae                 | Niessl ex Poetsch & Schied.                                           | 1894           |
| Phyllosticta amorphophallicola        | V.G. Rao                                                              | 1963           |
| Phyllosticta ampelicida               | (Engelm.) Aa                                                          | 1973           |
| Phyllosticta ampelophila              | Politis                                                               | 1935           |
| Phyllosticta amphigena                | J.V. Almeida                                                          | 1903           |
| Phyllosticta amphipterygii            | Ricker                                                                | 1905           |
| Phyllosticta amsoniae                 | Tassi                                                                 | 1900           |
| Phyllosticta anacardiacearum          | Aa                                                                    | 1973           |
| Phyllosticta anacardiicola            | Bat. & A.F. Vital                                                     | 1952           |
| Phyllosticta anagallidis              | Hollós                                                                | 1926           |
| Phyllosticta angulata                 | Wenzl                                                                 | 1936           |
| Phyllosticta annonae                  | Henn.                                                                 | 1902           |
| Phyllosticta annonae-squamosae        | V.G. Rao                                                              | 1963           |
| Phyllosticta annonarum                | Bat. & A.F. Vital                                                     | 1952           |
| Phyllosticta annonicola               | (Bat. & A.F. Vital) C.F. Zhang & P.K. Chi                             | 2000           |
| Phyllosticta annulicaudata            | H.Y. Yip                                                              | 1989           |
| Phyllosticta anogeissi                | V.P. Sahni                                                            | 1968           |
| Phyllosticta anserinae                | Tehon                                                                 | 1933           |
| Phyllosticta anthoxella               | R. Sprague                                                            | 1941           |
| Phyllosticta anthuriophylla           | Verpl. & R. Broecke                                                   | 1936           |
| Phyllosticta anthyllidis              | Baudyš                                                                | 1916           |
| Phyllosticta antilleana               | Cif.                                                                  | 1929           |
| Phyllosticta apiahyna                 | Speg.                                                                 | 1918           |
| Phyllosticta apicalis                 | Davis                                                                 | 1909           |
| Phyllosticta apii                     | Halst.                                                                | 1891           |
| Phyllosticta apocyni-androsaemifolii  | Bubák & Dearn.                                                        | 1916           |
| Phyllosticta aporoica                 | Speg.                                                                 | 1908           |
| Phyllosticta aquifolina               | Grove                                                                 | 1935           |
| Phyllosticta araceae                  | Cif. & Gonz. Frag.                                                    | 1927           |
| Phyllosticta aracearum                | Verpl. & R. Broecke                                                   | 1936           |
| Phyllosticta arachidis                | Khokhr.                                                               | 1934           |
| Phyllosticta aracicola                | Bat.                                                                  | 1952           |
| Phyllosticta araliana                 | E. Young                                                              | 1915           |
| Phyllosticta araucariae               | Woron.                                                                | 1913           |
| Phyllosticta araucariicola            | Trotter                                                               | 1931           |
| Phyllosticta arborea                  | Cejp                                                                  | 1967           |
| Phyllosticta arbuti                   | (Desm.) Sacc.                                                         | 1880           |
| Phyllosticta arctostaphyli            | (Vestergr.) Allesch.                                                  | 1903           |
| Phyllosticta ardisiae                 | Trinchieri                                                            | 1911           |
| Phyllosticta ardisiicola              | Motohashi, I. Araki & C. Nakash.                                      | 2008           |
| Phyllosticta arenariae                | Nelen                                                                 | 1966           |
| Phyllosticta arethusa                 | Bubák                                                                 | 1904           |
| Phyllosticta argyrea                  | Speg.                                                                 | 1880           |
| Phyllosticta aricola                  | Bubák                                                                 | 1906           |
| Phyllosticta ariopsidis               | Tassi                                                                 | 1900           |
| Phyllosticta arisaematis              | Bunkina & Koval                                                       | 1963           |
| Phyllosticta aristolochiicola         | R.G. Shivas, Y.P. Tan & Grice                                         | 2012           |
| Phyllosticta aristoteliae             | Speg.                                                                 | 1910           |
| Phyllosticta armeniaca                | Tasl.                                                                 | 1967           |
| Phyllosticta armeniacicola            | Farneti                                                               | 1902           |
| Phyllosticta armitageana              | Sacc.                                                                 | 1913           |
| Phyllosticta aromatica                | Tassi                                                                 | 1900           |
| Phyllosticta artabotrydicola          | V.G. Rao                                                              | 1963           |
| Phyllosticta artocarpi                | Speg.                                                                 | 1910           |
| Phyllosticta artocarpicola            | Bat.                                                                  | 1952           |
| Phyllosticta artocarpina              | Syd., P. Syd. & E.J. Butler                                           | 1916           |
| Phyllosticta aruncicola               | Lobik                                                                 | 1928           |
| Phyllosticta aruncina                 | Sacc.                                                                 | 1912           |
| Phyllosticta arxii                    | Aa                                                                    | 1973           |
| Phyllosticta asari                    | Aksel                                                                 | 1953           |
| Phyllosticta ashtonii                 | H.Y. Yip                                                              | 1989           |
| Phyllosticta aspidistricola           | Motohashi, I. Araki & C. Nakash.                                      | 2008           |
| Phyllosticta aspidopterygis           | Ananthan.                                                             | 1964           |
| Phyllosticta aspidospermatis          | Speg.                                                                 | 1926           |
| Phyllosticta asplenii                 | Jaap                                                                  | 1917           |
| Phyllosticta associata                | Bubák                                                                 | 1904           |
| Phyllosticta asterisci                | Speg.                                                                 | 1910           |
| Phyllosticta asteromoides             | Bubák                                                                 | 1904           |
| Phyllosticta astrantiaecola           | Gonz. Frag.                                                           | 1920           |
| Phyllosticta atomata                  | Tehon                                                                 | 1937           |
| Phyllosticta atractyli                | Koval                                                                 | 1961           |
| Phyllosticta atriplicicola            | Speg.                                                                 | 1910           |
| Phyllosticta atropae                  | Tassi                                                                 | 1901           |
| Phyllosticta aucubae                  | Sacc. & Speg.                                                         | 1878           |
| Phyllosticta aucubae-japonicae        | N. Zhou & L. Cai                                                      | 2016           |
| Phyllosticta aucubicola               | Sacc.                                                                 | 1881           |
| Phyllosticta aurea                    | G.Z. Wang                                                             | 1981           |
| Phyllosticta austroafricana           | Crous                                                                 | 2019           |
| Phyllosticta avenae                   | Lobik                                                                 | 1928           |
| Phyllosticta avenophila               | Tehon & E.Y. Daniels                                                  | 1927           |
| Phyllosticta axonopodis               | Bat. & A.F. Vital                                                     | 1952           |
| Phyllosticta azevinhi                 | Torrend                                                               | 1909           |
| Phyllosticta azukiae                  | Miura                                                                 | 1928           |
| Phyllosticta babajaniae               | Tasl.                                                                 | 1967           |
| Phyllosticta babylonicae              | C.C. Chen                                                             | 1967           |
| Phyllosticta baccharidis              | Dearn. & House                                                        | 1915           |
| Phyllosticta bacillaris               | Montemart.                                                            | 1916           |
| Phyllosticta bacilliformis            | Padwick & Merh                                                        | 1943           |
| Phyllosticta balcanica                | Bubák & Picb.                                                         | 1937           |
| Phyllosticta baldratii                | Canonaco                                                              | 1936           |
| Phyllosticta balloticola              | Cejp                                                                  | 1969           |
| Phyllosticta balsaminae               | Voglino                                                               | 1908           |
| Phyllosticta bambusinifolia           | Bat.                                                                  | 1952           |
| Phyllosticta banatica                 | Bubák                                                                 | 1907           |
| Phyllosticta barssii                  | R. Sprague                                                            | 1937           |
| Phyllosticta batatas                  | (Thüm.) Cooke                                                         | 1878           |
| Phyllosticta bauhiniae-reticulatae    | Henn.                                                                 | 1903           |
| Phyllosticta bauhiniicola             | Henn.                                                                 | 1902           |
| Phyllosticta beaumarisii              | A.P. Paul & M.D. Blackburn                                            | 1986           |
| Phyllosticta begoniaecola             | Rangel                                                                | 1921           |
| Phyllosticta begoniicola              | F. Stevens & Baechler                                                 | 1927           |
| Phyllosticta belgradensis             | Bubák & Ranoj.                                                        | 1910           |
| Phyllosticta bellidicola              | Nelen                                                                 | 1966           |
| Phyllosticta bellidis                 | Bond.-Mont.                                                           | 1923           |
| Phyllosticta benedicti                | T.M. Achundov & Agajeva                                               | 1971           |
| Phyllosticta berberidicola            | Speg.                                                                 | 1912           |
| Phyllosticta bergeniae                | Koval                                                                 | 1961           |
| Phyllosticta berolinensis             | Henn.                                                                 | 1903           |
| Phyllosticta berteroae                | I.E. Brezhnev                                                         | 1939           |
| Phyllosticta bertholletiae            | Bat., H. Maia & Peres                                                 | 1964           |
| Phyllosticta betulicola               | Vasyag.                                                               | 1967           |
| Phyllosticta biformis                 | Heald & F.A. Wolf                                                     | 1911           |
| Phyllosticta bifrenariae              | O.L. Pereira, Glienke & Crous                                         | 2011           |
| Phyllosticta bignoniicola             | V.G. Rao & Solank.                                                    | 1971           |
| Phyllosticta bixina                   | E. Young                                                              | 1915           |
| Phyllosticta blackwoodiae             | H.Y. Yip                                                              | 1989           |
| Phyllosticta bletiae                  | H. Zimm.                                                              | 1909           |
| Phyllosticta boehmeriicola            | Davis                                                                 | 1919           |
| Phyllosticta boerhaviae               | Speg.                                                                 | 1910           |
| Phyllosticta bokensis                 | (Henn.) Aa                                                            | 1973           |
| Phyllosticta boltoniae                | (Dearn.) Rulamort                                                     | 1986           |
| Phyllosticta bombacis                 | Bat.                                                                  | 1952           |
| Phyllosticta bonanseae                | Sacc.                                                                 | 1917           |
| Phyllosticta bonanseana               | Sacc.                                                                 | 1913           |
| Phyllosticta bondarzevii              | Aksel                                                                 | 1953           |
| Phyllosticta bonduc                   | F. Stevens                                                            | 1920           |
| Phyllosticta borinquensis             | E. Young                                                              | 1915           |
| Phyllosticta bosensis                 | S.K. Bose & S.C. Mathur                                               | 1949           |
| Phyllosticta botrychii                | (Jacz.) Jaap                                                          | 1917           |
| Phyllosticta bougainvilleae           | Sousa da Câmara                                                       | 1947           |
| Phyllosticta bougainvilleicola        | V.G. Rao                                                              | 1964           |
| Phyllosticta bractearum               | Oudem.                                                                | 1901           |
| Phyllosticta bracteophila             | Ferraris                                                              | 1904           |
| Phyllosticta brasiliana               | O.L. Pereira, Glienke & Crous                                         | 2011           |
| Phyllosticta brassicicola             | McAlpine                                                              | 1901           |
| Phyllosticta bresadolana              | Bubák & Kabát                                                         | 1906           |
| Phyllosticta brideliae                | P.W. Graff                                                            | 1918           |
| Phyllosticta bridgesii                | Speg.                                                                 | 1910           |
| Phyllosticta briosiana                | Traverso                                                              | 1903           |
| Phyllosticta bromeliae                | J.V. Almeida & Sousa da Câmara                                        | 1909           |
| Phyllosticta bromeliicola             | Bat. & A.F. Vital                                                     | 1952           |
| Phyllosticta bromi                    | Potebnia                                                              | 1907           |
| Phyllosticta bromicola                | Gonz. Frag.                                                           | 1916           |
| Phyllosticta bromivora                | R. Sprague                                                            | 1951           |
| Phyllosticta brosimi                  | Speg.                                                                 | 1922           |
| Phyllosticta broussonetiae            | Traverso & Migliardi                                                  | 1911           |
| Phyllosticta bruchiana                | Speg.                                                                 | 1926           |
| Phyllosticta brunfelsiae              | Bond.-Mont.                                                           | 1936           |
| Phyllosticta brunnea                  | Dearn. & Barthol.                                                     | 1917           |
| Phyllosticta bryophila                | Racov.                                                                | 1959           |
| Phyllosticta bubakiana                | Picb.                                                                 | 1937           |
| Phyllosticta bucklandiae              | Shreem.                                                               | 1974           |
| Phyllosticta buddlejae                | Syd. & P. Syd.                                                        | 1916           |
| Phyllosticta buddlejicola             | Speg.                                                                 | 1921           |
| Phyllosticta bufonii                  | (Oudem.) Oudem.                                                       | 1901           |
| Phyllosticta bumeliifolia             | Heald & F.A. Wolf                                                     | 1911           |
| Phyllosticta bupleuricola             | Hollós                                                                | 1929           |
| Phyllosticta buteae                   | Syd. & P. Syd.                                                        | 1916           |
| Phyllosticta buxina                   | Sacc.                                                                 | 1878           |
| Phyllosticta caatingae                | Bat.                                                                  | 1951           |
| Phyllosticta caballeroi               | Gonz. Frag.                                                           | 1920           |
| Phyllosticta cacaliae                 | H.C. Greene                                                           | 1948           |
| Phyllosticta cajani                   | Rangel                                                                | 1915           |
| Phyllosticta calabrica                | Sacc. & Trotter                                                       | 1931           |
| Phyllosticta caladii                  | Bat.                                                                  | 1952           |
| Phyllosticta calaritana               | Briosi & Cavara                                                       | 1905           |
| Phyllosticta calatheae                | Verpl. & Claess.                                                      | 1934           |
| Phyllosticta calceolariae             | Speg.                                                                 | 1910           |
| Phyllosticta calophylli               | Cif. & Gonz. Frag.                                                    | 1927           |
| Phyllosticta calopogoniorum           | Bat.                                                                  | 1952           |
| Phyllosticta calycanthicola           | Hollós                                                                | 1929           |
| Phyllosticta camelliae                | Westend.                                                              | 1867           |
| Phyllosticta campanulicola            | Marchal & Sternon                                                     | 1923           |
| Phyllosticta campanulina              | Moesz                                                                 | 1909           |
| Phyllosticta campestris               | Pass.                                                                 | 1886           |
| Phyllosticta canangae                 | Gonz. Frag. & Cif.                                                    | 1927           |
| Phyllosticta canavaliae               | Van der Byl                                                           | 1929           |
| Phyllosticta candeloflamma            | (J. Fröhl. & K.D. Hyde) Wulandari                                     | 2013           |
| Phyllosticta canescens                | Ellis & Everh.                                                        | 1900           |
| Phyllosticta cannicola                | V.G. Rao                                                              | 1963           |
| Phyllosticta capitalensis             | Henn.                                                                 | 1908           |
| Phyllosticta capparearum              | Speg.                                                                 | 1910           |
| Phyllosticta capparicola              | Speg.                                                                 | 1910           |
| Phyllosticta capsellae                | N. Naito                                                              | 1940           |
| Phyllosticta caranoi                  | Cif.                                                                  | 1923           |
| Phyllosticta cardamines-amarae        | Petr.                                                                 | 1927           |
| Phyllosticta cardiocrini              | Miura                                                                 | 1957           |
| Phyllosticta cardiospermi             | Speg.                                                                 | 1910           |
| Phyllosticta careyae                  | V.P. Sahni                                                            | 1968           |
| Phyllosticta carissicola              | Crous & M.J. Wingf.                                                   | 2015           |
| Phyllosticta carlinae                 | Unamuno                                                               | 1932           |
| Phyllosticta carochlae                | N. Zhou & L. Cai                                                      | 2015           |
| Phyllosticta carpogena                | (Shear) Aa                                                            | 1973           |
| Phyllosticta caryicola                | Melnik                                                                | 1965           |
| Phyllosticta caryotae                 | C.I. Chen                                                             | 1932           |
| Phyllosticta casaresii                | Gonz. Frag.                                                           | 1916           |
| Phyllosticta casimiroae               | F. Stevens & Weedon                                                   | 1925           |
| Phyllosticta cassiae                  | Chowdhry                                                              | 1966           |
| Phyllosticta cassiae-goratensis       | Canonaco                                                              | 1936           |
| Phyllosticta cassiae-occidentalis     | V.G. Rao                                                              | 1963           |
| Phyllosticta cassiae-torae            | V.G. Rao                                                              | 1963           |
| Phyllosticta castaneperda             | Bat.                                                                  | 1952           |
| Phyllosticta castanopsidis            | C.C. Chen                                                             | 1967           |
| Phyllosticta catappae                 | Syd. & P. Syd.                                                        | 1916           |
| Phyllosticta cathartici               | Sacc.                                                                 | 1878           |
| Phyllosticta catimbauensis            | Araújo-Mag., J.D.P. Bezerra, A.R. Machado, Souza-Motta & K.A. Moreira | 2017           |
| Phyllosticta caucasica                | Cejp                                                                  | 1967           |
| Phyllosticta cavarae                  | Trinchieri                                                            | 1909           |
| Phyllosticta cavendishii              | M.H. Wong & Crous                                                     | 2012           |
| Phyllosticta ceanothi                 | Miles                                                                 | 1926           |
| Phyllosticta cearensis                | Bat.                                                                  | 1950           |
| Phyllosticta cedrelae                 | Elisei                                                                | 1938           |
| Phyllosticta cejpii                   | M. Morelet                                                            | 1968           |
| Phyllosticta celastricola             | Sawada                                                                | 1958           |
| Phyllosticta celastrina               | (Died.) Aa                                                            | 1973           |
| Phyllosticta celtidicola              | Bubák & Kabát                                                         | 1907           |
| Phyllosticta centaureae-scabiosae     | Petr.                                                                 | 1969           |
| Phyllosticta centifoliae              | Politis                                                               | 1938           |
| Phyllosticta cepae                    | Verwoerd & du Plessis                                                 | 1932           |
| Phyllosticta cephalanthi              | Tharp                                                                 | 1917           |
| Phyllosticta cestricola               | V.G. Rao                                                              | 1963           |
| Phyllosticta chaenomelicola           | L. Yu & J.K. Bai                                                      | 1995           |
| Phyllosticta chaenomelina             | Thüm.                                                                 | 1877           |
| Phyllosticta chanthavica              | Byzova                                                                | 1964           |
| Phyllosticta chardonii                | Vanev                                                                 | 2002           |
| Phyllosticta chelonanthi              | F. Stevens                                                            | 1927           |
| Phyllosticta chenopodii-albi          | Siemaszko                                                             | 1923           |
| Phyllosticta chenopodii-boni-henrici  | Săvul. & Sandu                                                        | 1933           |
| Phyllosticta chenopodiicola           | Tehon & E.Y. Daniels                                                  | 1927           |
| Phyllosticta cherensis                | Canonaco                                                              | 1936           |
| Phyllosticta cherimoliae              | J.V. Almeida & Sousa da Câmara                                        | 1909           |
| Phyllosticta chloranthi               | Bunkina & Koval                                                       | 1963           |
| Phyllosticta chlorospora              | McAlpine                                                              | 1902           |
| Phyllosticta chondrillina             | Gonz. Frag.                                                           | 1917           |
| Phyllosticta chorisiae                | Viégas                                                                | 1945           |
| Phyllosticta chrysanthemi             | Ellis & Dearn.                                                        | 1893           |
| Phyllosticta ciferrica                | Gonz. Frag.                                                           | 1927           |
| Phyllosticta cinchonicola             | Vincens                                                               | 1922           |
| Phyllosticta cinerea                  | Pass.                                                                 | 1891           |
| Phyllosticta cinnamomi-zeylanici      | Bat. & J. Silva                                                       | 1952           |
| Phyllosticta circaeae                 | Melnik                                                                | 1965           |
| Phyllosticta circuligerens            | Tehon & E.Y. Daniels                                                  | 1927           |
| Phyllosticta circumscissa             | Cooke                                                                 | 1883           |
| Phyllosticta circumsepta              | Sacc.                                                                 | 1914           |
| Phyllosticta cirsii                   | Desm.                                                                 | 1847           |
| Phyllosticta cirsii-lanceolati        | Garb.                                                                 | 1924           |
| Phyllosticta cissicola                | Speg.                                                                 | 1910           |
| Phyllosticta citharexyli              | Chardón                                                               | 1946           |
| Phyllosticta citriasiana              | Wulandari, Crous & Gruyter                                            | 2009           |
| Phyllosticta citribrasiliensis        | O.L. Pereira, Glienke & Crous                                         | 2011           |
| Phyllosticta citricarpa               | (McAlpine) Aa                                                         | 1973           |
| Phyllosticta citrichinensis           | X.H. Wang, K.D. Hyde & H.Y. Li                                        | 2012           |
| Phyllosticta citricola                | Sacc.                                                                 | 1915           |
| Phyllosticta citri-maximae            | Wikee, Crous, K.D. Hyde & McKenzie                                    | 2014           |
| Phyllosticta cladrastidis             | Mitrosh.                                                              | 1949           |
| Phyllosticta clerodendri              | Syd., P. Syd. & E.J. Butler                                           | 1916           |
| Phyllosticta clitoriicola             | Cif. & Gonz. Frag.                                                    | 1927           |
| Phyllosticta cliviae                  | Verpl. & Claess.                                                      | 1934           |
| Phyllosticta clusiae-roseae           | Gonz. Frag. & Cif.                                                    | 1927           |
| Phyllosticta clypeata                 | Ellis & Everh.                                                        | 1902           |
| Phyllosticta cneori                   | Bernaux                                                               | 1965           |
| Phyllosticta coccineae                | Pandotra & Ganguly                                                    | 1964           |
| Phyllosticta coccolobae               | Ellis & Everh.                                                        | 1898           |
| Phyllosticta coccolobicola            | Gonz. Frag. & Cif.                                                    | 1927           |
| Phyllosticta cocculi-hirsuti          | Chipl.                                                                | 1970           |
| Phyllosticta cochlospermi             | Patw. & Sathe                                                         | 1966           |
| Phyllosticta cocoicola                | (Bat.) Sivan.                                                         | 1984           |
| Phyllosticta codiaei                  | Died.                                                                 | 1916           |
| Phyllosticta codiaeicola              | Died.                                                                 | 1916           |
| Phyllosticta codonopsidis             | Kalymb.                                                               | 1962           |
| Phyllosticta coffeae-libericae        | Punith. & B.S. Lee                                                    | 1981           |
| Phyllosticta coffeicida               | Speg.                                                                 | 1918           |
| Phyllosticta coicicola                | V.G. Rao                                                              | 1963           |
| Phyllosticta coicis-lacrimae          | Bat. & J. Silva                                                       | 1953           |
| Phyllosticta colae                    | Verwoerd & du Plessis                                                 | 1933           |
| Phyllosticta collinsoniae             | Sacc. & Dearn.                                                        | 1914           |
| Phyllosticta colocasiae               | Höhn.                                                                 | 1907           |
| Phyllosticta colocasiicola            | Höhn.                                                                 | 1907           |
| Phyllosticta colocasiophila           | Weedon                                                                | 1925           |
| Phyllosticta colubrinae               | Gonz. Frag. & Cif.                                                    | 1926           |
| Phyllosticta comanthosphacea          | Hara                                                                  | 1930           |
| Phyllosticta comoensis                | Delacr.                                                               | 1904           |
| Phyllosticta comoliae                 | Speg.                                                                 | 1910           |
| Phyllosticta concava                  | Seaver                                                                | 1922           |
| Phyllosticta concentrica              | Sacc.                                                                 | 1876           |
| Phyllosticta concinna                 | (Syd.) Aa                                                             | 1973           |
| Phyllosticta congesta                 | Heald & F.A. Wolf                                                     | 1911           |
| Phyllosticta consimilis               | Ellis & Everh.                                                        | 1900           |
| Phyllosticta consors                  | Sacc.                                                                 | 1906           |
| Phyllosticta convallariae             | Pers.                                                                 | 1818           |
| Phyllosticta convallariicola          | L. Yu & J.K. Bai                                                      | 1995           |
| Phyllosticta convexula                | Bubák                                                                 | 1906           |
| Phyllosticta convolvulacearum         | (Lacy & Thirum.) Khune                                                | 1979           |
| Phyllosticta convolvuli               | Cejp                                                                  | 1970           |
| Phyllosticta copaiferae               | Verpl.                                                                | 1935           |
| Phyllosticta coprosmae                | McAlpine                                                              | 1902           |
| Phyllosticta coralliobola             | Bubák & Kabát                                                         | 1905           |
| Phyllosticta corchori                 | Sawada                                                                | 1919           |
| Phyllosticta cordillerana             | Cif.                                                                  | 1957           |
| Phyllosticta cordobensis              | Speg.                                                                 | 1926           |
| Phyllosticta cordylinophila           | P.A. Young                                                            | 1925           |
| Phyllosticta coreopsidis              | H.C. Greene                                                           | 1945           |
| Phyllosticta coriandri                | Khokhr.                                                               | 1951           |
| Phyllosticta coriariicola             | Speg.                                                                 | 1910           |
| Phyllosticta corni-canadensis         | Dearn. & Bisby                                                        | 1929           |
| Phyllosticta cornivora                | Melnik                                                                | 1965           |
| Phyllosticta coronillae               | M.I. Nikol.                                                           | 1970           |
| Phyllosticta corsiniae                | Gonz. Frag.                                                           | 1916           |
| Phyllosticta corydalina               | Picb.                                                                 | 1931           |
| Phyllosticta corydalis                | (Ellis & Davis) H.C. Greene                                           | 1954           |
| Phyllosticta coryli                   | Westend.                                                              | 1872           |
| Phyllosticta corynocarpi              | J.V. Almeida & Sousa da Câmara                                        | 1909           |
| Phyllosticta cotoneastri              | Allesch.                                                              | 1897           |
| Phyllosticta coumarounae              | Gonz. Frag. & Cif.                                                    | 1928           |
| Phyllosticta couraliae                | Bat. & I.H. Lima                                                      | 1955           |
| Phyllosticta crambes                  | Rodigin                                                               | 1956           |
| Phyllosticta crataegi                 | Speg.                                                                 | 1879           |
| Phyllosticta crataegicola             | Sacc.                                                                 | 1884           |
| Phyllosticta crepidis-paludosae       | Petr.                                                                 | 1921           |
| Phyllosticta crini                    | Sacc.                                                                 | 1908           |
| Phyllosticta crinodendri              | Speg.                                                                 | 1924           |
| Phyllosticta crista-galli             | Elisei                                                                | 1938           |
| Phyllosticta crotalariae              | Sacc. & Trotter                                                       | 1913           |
| Phyllosticta crotonina                | V.G. Rao                                                              | 1964           |
| Phyllosticta cruenta                  | (Fr.) J. Kickx f.                                                     | 1849           |
| Phyllosticta crustosa                 | Bonar & W.B. Cooke                                                    | 1950           |
| Phyllosticta crypta                   | Bissett                                                               | 1979           |
| Phyllosticta cryptocarpa              | Kabát & Bubák                                                         | 1904           |
| Phyllosticta cryptomeriae             | Kawam.                                                                | 1913           |
| Phyllosticta cryptosporae             | Annal.                                                                | 1977           |
| Phyllosticta cucubali                 | Hollós                                                                | 1926           |
| Phyllosticta cuestae                  | Gonz. Frag.                                                           | 1916           |
| Phyllosticta cufiniana                | Trinchieri                                                            | 1913           |
| Phyllosticta cumminsii                | Bissett                                                               | 1979           |
| Phyllosticta cunninghamii             | Allesch.                                                              | 1897           |
| Phyllosticta cupaniae                 | Bat.                                                                  | 1952           |
| Phyllosticta curatellae               | Henn.                                                                 | 1904           |
| Phyllosticta curtisii                 | (Sacc.) Sacc.                                                         | 1900           |
| Phyllosticta cuspidatae               | B.R.D. Yadav & V.G. Rao                                               | 1981           |
| Phyllosticta cuspidaticola            | B.R.D. Yadav & V.G. Rao                                               | 1979           |
| Phyllosticta cussoniae                | Cejp                                                                  | 1971           |
| Phyllosticta cyamopsidicola           | Aa                                                                    | 1973           |
| Phyllosticta cyamopsidis              | V. Rao                                                                | 1966           |
| Phyllosticta cyanococci               | Dearn. & House                                                        | 1925           |
| Phyllosticta cycadis                  | Sousa da Câmara & Luz                                                 | 1939           |
| Phyllosticta cyclaminella             | Bubák                                                                 | 1906           |
| Phyllosticta cyclaminicola            | Trel.                                                                 | 1916           |
| Phyllosticta cymbopogonis             | Bat.                                                                  | 1952           |
| Phyllosticta cynoglossi               | Ellis & Everh. ex E.K. Cash                                           | 1953           |
| Phyllosticta cynosuri                 | Gonz. Frag.                                                           | 1916           |
| Phyllosticta cyperi                   | Hollós                                                                | 1926           |
| Phyllosticta cystopteridis            | H.C. Greene                                                           | 1967           |
| Phyllosticta dactylidicola            | Melnik                                                                | 1965           |
| Phyllosticta daemonoropis             | Sacc.                                                                 | 1921           |
| Phyllosticta dahliae                  | Verpl. & R. Broecke                                                   | 1936           |
| Phyllosticta dalbergiae               | Syd. & P. Syd.                                                        | 1901           |
| Phyllosticta dalbergiicola            | Syd. & P. Syd.                                                        | 1901           |
| Phyllosticta danthoniae               | Speg.                                                                 | 1910           |
| Phyllosticta daphnes-ponticae         | Siemaszko                                                             | 1923           |
| Phyllosticta daphniphylli             | Nicolas & Aggéry                                                      | 1928           |
| Phyllosticta dardanoi                 | Bat.                                                                  | 1952           |
| Phyllosticta daturicola               | Cejp                                                                  | 1967           |
| Phyllosticta davisii                  | (Ellis & Everh.) Aa                                                   | 1973           |
| Phyllosticta dearnessii               | Sacc.                                                                 | 1913           |
| Phyllosticta debeauxii                | (Roum.) Moesz                                                         | 1938           |
| Phyllosticta decidua                  | Ellis & Kellerm.                                                      | 1883           |
| Phyllosticta decipiens                | C. Massal.                                                            | 1900           |
| Phyllosticta decolorans               | Bubák                                                                 | 1916           |
| Phyllosticta degenerans               | Syd. & P. Syd.                                                        | 1912           |
| Phyllosticta degenii                  | Moesz                                                                 | 1938           |
| Phyllosticta delhiensis               | Chona & Munjal                                                        | 1956           |
| Phyllosticta delphinii                | Clem. ex Seaver                                                       | 1922           |
| Phyllosticta dendrobii                | S. Lin & Y. Zhang ter                                                 | 2017           |
| Phyllosticta densissima               | Sacc.                                                                 | 1916           |
| Phyllosticta desmazieri               | Tassi                                                                 | 1902           |
| Phyllosticta desmodiicola             | Died.                                                                 | 1916           |
| Phyllosticta desmodiiphila            | Speg.                                                                 | 1921           |
| Phyllosticta destructiva              | Desm.                                                                 | 1847           |
| Phyllosticta destructiva              | e fraxini Desm.                                                       | 1847           |
| Phyllosticta deutziicola              | Petr.                                                                 | 1914           |
| Phyllosticta dianellicola             | H.Y. Yip                                                              | 1988           |
| Phyllosticta dictamni                 | Fairm.                                                                | 1910           |
| Phyllosticta dictamnicola             | Lobik                                                                 | 1929           |
| Phyllosticta didymopanacis            | Bat. & H. Maia                                                        | 1966           |
| Phyllosticta diedickei                | Bubák & Syd.                                                          | 1915           |
| Phyllosticta dieffenbachiae           | Chowdhry, D. Gupta & Padhi                                            | 1982           |
| Phyllosticta diervillae               | Davis                                                                 | 1909           |
| Phyllosticta digerae                  | L.S. Chauhan                                                          | 1970           |
| Phyllosticta digitalis                | Bellynck                                                              | 1855           |
| Phyllosticta digitariae               | R. Sprague                                                            | 1956           |
| Phyllosticta digraphidis              | (Lavrov) Lavrov                                                       | 1961           |
| Phyllosticta dimocarpi                | Q. Wang & C.Y. Lai                                                    | 2004           |
| Phyllosticta dioscoreae               | (Cooke) Cooke                                                         | 1878           |
| Phyllosticta dioscoreae-daemonae      | Henn.                                                                 | 1902           |
| Phyllosticta dioscoreicola            | Brunaud                                                               | 1889           |
| Phyllosticta diospyri                 | Syd., P. Syd. & E.J. Butler                                           | 1916           |
| Phyllosticta diptericicola            | Gonz. Frag. & Cif.                                                    | 1927           |
| Phyllosticta disanthi                 | Motohashi & C. Nakash.                                                | 2008           |
| Phyllosticta discincta                | Davis                                                                 | 1910           |
| Phyllosticta dispergens               | Tehon                                                                 | 1933           |
| Phyllosticta diversispora             | Bubák                                                                 | 1916           |
| Phyllosticta doellingeriae            | Cejp                                                                  | 1969           |
| Phyllosticta doitungensis             | Bhunjun & K.D. Hyde                                                   | 2022           |
| Phyllosticta doliariae                | Bat. & J. Silva                                                       | 1952           |
| Phyllosticta doliariicola             | Bat. & J. Silva                                                       | 1952           |
| Phyllosticta domestica                | Voglino                                                               | 1908           |
| Phyllosticta domingensis              | Cif. & Gonz. Frag.                                                    | 1927           |
| Phyllosticta doronicella              | Maire                                                                 | 1906           |
| Phyllosticta doronici                 | Politis                                                               | 1935           |
| Phyllosticta doxanthae                | Verwoerd & du Plessis                                                 | 1932           |
| Phyllosticta drabae                   | Moesz                                                                 | 1926           |
| Phyllosticta dracaenicola             | Chowdhry, D. Gupta & Padhi                                            | 1982           |
| Phyllosticta dracocephali             | Dearn. & Bisby                                                        | 1926           |
| Phyllosticta drymeiae                 | Höhn.                                                                 | 1917           |
| Phyllosticta dryopteridis             | H.C. Greene                                                           | 1964           |
| Phyllosticta dryopteris               | Verwoerd & Du Plessis                                                 | 1931           |
| Phyllosticta dubia                    | Sacc.                                                                 | 1921           |
| Phyllosticta durionis                 | Zimm.                                                                 | 1902           |
| Phyllosticta durmitorensis            | Bubák                                                                 | 1915           |
| Phyllosticta dyerae                   | Punith. & P.H. Wong                                                   | 1981           |
| Phyllosticta dzumajensis              | Bubák                                                                 | 1911           |
| Phyllosticta echinodoricola           | Bat. & A.F. Vital                                                     | 1952           |
| Phyllosticta edwardsiae               | Tassi                                                                 | 1900           |
| Phyllosticta elaeidis                 | V.G. Rao                                                              | 1964           |
| Phyllosticta elasticae                | Koord.                                                                | 1907           |
| Phyllosticta elettariae               | S. Chowdhury                                                          | 1958           |
| Phyllosticta elodea                   | (Syd.) Aa                                                             | 1973           |
| Phyllosticta elongata                 | Weid.                                                                 | 1982           |
| Phyllosticta elsadii                  | Hüseyın & Selçuk                                                      | 2015           |
| Phyllosticta elymi                    | (Rostr.) Allesch.                                                     | 1903           |
| Phyllosticta embeliina                | (N.D. Sharma) Aa & Vanev                                              | 2002           |
| Phyllosticta emblicae                 | Chuan F. Zhang & P.K. Chi                                             | 1997           |
| Phyllosticta eminens                  | H.C. Greene                                                           | 1960           |
| Phyllosticta encephalarti             | Aa                                                                    | 1973           |
| Phyllosticta encephalarticola         | Crous                                                                 | 2019           |
| Phyllosticta entebbeensis             | Hansf.                                                                | 1943           |
| Phyllosticta entylomicola             | H.C. Greene                                                           | 1954           |
| Phyllosticta ephedrae                 | Trotter                                                               | 1916           |
| Phyllosticta ephedricola              | Ling Jin & Yan Wang                                                   | 2013           |
| Phyllosticta epichloes                | Thirum.                                                               | 1948           |
| Phyllosticta epignomonia              | Bubák & Vleugel                                                       | 1917           |
| Phyllosticta epilobii-rosei           | Krieg.                                                                | 1909           |
| Phyllosticta epimedii                 | Sacc.                                                                 | 1878           |
| Phyllosticta epipactidis              | Died.                                                                 | 1903           |
| Phyllosticta erechtitis               | F. Stevens & P.A. Young                                               | 1925           |
| Phyllosticta eremostachydis           | Byzova                                                                | 1967           |
| Phyllosticta eremuri                  | Kalymb.                                                               | 1962           |
| Phyllosticta ericarum                 | Crous                                                                 | 2012           |
| Phyllosticta ericicola                | Died.                                                                 | 1912           |
| Phyllosticta erigerontis              | Tasl.                                                                 | 1967           |
| Phyllosticta eriogoni                 | W.B. Cooke                                                            | 1952           |
| Phyllosticta eritraea                 | Bacc.                                                                 | 1907           |
| Phyllosticta erodii                   | Speg.                                                                 | 1910           |
| Phyllosticta erratica                 | Ellis & Everh.                                                        | 1900           |
| Phyllosticta eryngiella               | Bubák                                                                 | 1907           |
| Phyllosticta eryngiicola              | Bubák                                                                 | 1907           |
| Phyllosticta erysimi                  | Westend.                                                              | 1864           |
| Phyllosticta erysimi-cuspidati        | Lobik                                                                 | 1928           |
| Phyllosticta erythraea                | Bacc.                                                                 | 1907           |
| Phyllosticta erythrinicola            | E. Young                                                              | 1915           |
| Phyllosticta erythronii               | W.B. Cooke & C.G. Shaw                                                | 1952           |
| Phyllosticta eschweilerae             | Bat. & A.F. Vital                                                     | 1952           |
| Phyllosticta eucalyptina              | Pat.                                                                  | 1897           |
| Phyllosticta eucalyptorum             | Crous, M.J. Wingf., F.A. Ferreira & Alfenas                           | 1993           |
| Phyllosticta euchlaenae               | Sacc.                                                                 | 1916           |
| Phyllosticta eucommiae                | F.X. Chao & P.K. Chi                                                  | 1994           |
| Phyllosticta eugeniae                 | E. Young                                                              | 1915           |
| Phyllosticta euonymi-japonici         | L.L. Liu & G.Z. Lu                                                    | 2007           |
| Phyllosticta euphorbiae-khandalensis  | V.G. Rao, S.S. Kelkar, A. Pande & V.P. Bhide                          | 1989           |
| Phyllosticta eutrematis               | Schwarzman                                                            | 1967           |
| Phyllosticta evernia                  | (Syd.) Aa                                                             | 1973           |
| Phyllosticta excavata                 | Sacc.                                                                 | 1920           |
| Phyllosticta exscapi                  | Hollós                                                                | 1906           |
| Phyllosticta fagaricola               | Speg.                                                                 | 1912           |
| Phyllosticta fagi                     | Oudem.                                                                | 1901           |
| Phyllosticta fagopyri                 | Miura                                                                 | 1928           |
| Phyllosticta fagopyricola             | Melnik                                                                | 1965           |
| Phyllosticta falcatae                 | Ziling                                                                | 1936           |
| Phyllosticta falconeri                | Henn.                                                                 | 1903           |
| Phyllosticta fallopiae                | Motohashi, I. Araki & C. Nakash.                                      | 2008           |
| Phyllosticta faradayae                | Sacc.                                                                 | 1921           |
| Phyllosticta fatsiae                  | Hara                                                                  | 1931           |
| Phyllosticta fatsiae-japonicae        | Petr.                                                                 | 1916           |
| Phyllosticta favillensis              | H.C. Greene                                                           | 1952           |
| Phyllosticta feijoae                  | Artemiev                                                              | 1935           |
| Phyllosticta feijoicola               | Artemiev                                                              | 1935           |
| Phyllosticta ferruginea               | (Sacc.) Kalymb.                                                       | 1967           |
| Phyllosticta ferulae                  | Zaprom.                                                               | 1928           |
| Phyllosticta fici-caricae             | Rothers                                                               | 1927           |
| Phyllosticta fici-elasticae           | Nicolas & Aggéry                                                      | 1928           |
| Phyllosticta ficina                   | S. Ahmad                                                              | 1948           |
| Phyllosticta figuerasii               | Unamuno                                                               | 1940           |
| Phyllosticta flacourtiae              | Chipl.                                                                | 1970           |
| Phyllosticta flacourtiicola           | Vanev & Aa                                                            | 2002           |
| Phyllosticta flavescentis             | Gonz. Frag.                                                           | 1924           |
| Phyllosticta flevolandica             | Aa                                                                    | 1973           |
| Phyllosticta flexuosa                 | Verpl. & R. Broecke                                                   | 1936           |
| Phyllosticta flourensiicola           | Speg.                                                                 | 1910           |
| Phyllosticta foliorum                 | (Sacc.) Wikee & Crous                                                 | 2013           |
| Phyllosticta fomini                   | Girz.                                                                 | 1927           |
| Phyllosticta fragariicola             | Roberge ex Desm.                                                      | 1859           |
| Phyllosticta frangulae                | J. Kickx f.                                                           | 1867           |
| Phyllosticta frankiana                | Sacc. & P. Syd.                                                       | 1902           |
| Phyllosticta fraserae                 | Ellis & Everh.                                                        | 1900           |
| Phyllosticta fuchsiicola              | Speg.                                                                 | 1910           |
| Phyllosticta fulvescens               | Died.                                                                 | 1915           |
| Phyllosticta fulvomaculans            | Maire                                                                 | 1945           |
| Phyllosticta fumariae                 | Khokhr.                                                               | 1951           |
| Phyllosticta funkiae                  | Ferraris                                                              | 1906           |
| Phyllosticta furcraeae                | Caball.                                                               | 1941           |
| Phyllosticta fusca                    | Cejp                                                                  | 1970           |
| Phyllosticta fusiformis               | Nicolas & Aggéry                                                      | 1928           |
| Phyllosticta fusispora                | Ellis & Everh.                                                        | 1900           |
| Phyllosticta gageae                   | Hollós                                                                | 1928           |
| Phyllosticta gaillardiae              | Movss.                                                                | 1970           |
| Phyllosticta galegae                  | Garb.                                                                 | 1924           |
| Phyllosticta galeobdoli               | Syd. & P. Syd.                                                        | 1908           |
| Phyllosticta galinsogae               | Cejp & Dolejš                                                         | 1976           |
| Phyllosticta galligena                | C. Moreau & M. Moreau                                                 | 1951           |
| Phyllosticta galphimiicola            | B.R.D. Yadav & V.G. Rao                                               | 1981           |
| Phyllosticta garciniae                | (I. Hino & Katum.) Motohashi, Tak. Kobay. & Yas. Ono                  | 2010           |
| Phyllosticta gardeniicola             | Mhaiskar                                                              | 1968           |
| Phyllosticta garryae                  | Cooke & Harkn.                                                        | 1881           |
| Phyllosticta gazaniae                 | V.G. Rao & B.R.D. Yadav                                               | 1995           |
| Phyllosticta gelonii                  | H.S. Yates                                                            | 1918           |
| Phyllosticta gemmipara                | Zondag                                                                | 1929           |
| Phyllosticta genipae                  | Bat.                                                                  | 1952           |
| Phyllosticta genistae                 | I.E. Brezhnev                                                         | 1951           |
| Phyllosticta gentianae                | Woron.                                                                | 1923           |
| Phyllosticta geraniicola              | Siemaszko                                                             | 1914           |
| Phyllosticta gerberae                 | Dzhalag.                                                              | 1965           |
| Phyllosticta gerbericola              | Bat.                                                                  | 1952           |
| Phyllosticta ghaesembillae            | Koord.                                                                | 1907           |
| Phyllosticta gharsei                  | (S.B. Thakur) Aa & Vanev                                              | 2002           |
| Phyllosticta gigantomaculata          | Miura                                                                 | 1957           |
| Phyllosticta gladioli                 | Ellis & Everh.                                                        | 1900           |
| Phyllosticta gladioli-minor           | Bat. & A.F. Vital                                                     | 1952           |
| Phyllosticta gladioloides             | Bat.                                                                  | 1952           |
| Phyllosticta glechomae                | Sacc.                                                                 | 1878           |
| Phyllosticta gleditsiae               | Hollós                                                                | 1926           |
| Phyllosticta gliricidiicola           | V.G. Rao                                                              | 1963           |
| Phyllosticta globigera                | Sacc.                                                                 | 1920           |
| Phyllosticta glochidii                | Sawada                                                                | 1919           |
| Phyllosticta glumarum-setariae        | Henn.                                                                 | 1907           |
| Phyllosticta glumarum-sorghi          | Henn.                                                                 | 1907           |
| Phyllosticta glycyphylli              | Maire                                                                 | 1937           |
| Phyllosticta glycyrrhizae             | Brunaud                                                               | 1890           |
| Phyllosticta glynneae                 | R. Sprague                                                            | 1961           |
| Phyllosticta gmelinae                 | Tak. Kobay.                                                           | 1980           |
| Phyllosticta goebeliae                | Petr.                                                                 | 1953           |
| Phyllosticta goetheae                 | Magnaghi                                                              | 1902           |
| Phyllosticta golenkinianthes          | Annal.                                                                | 1975           |
| Phyllosticta golovinii                | Mekht.                                                                | 1957           |
| Phyllosticta gomphranicida            | Speg.                                                                 | 1926           |
| Phyllosticta gomphrenicola            | Speg.                                                                 | 1926           |
| Phyllosticta gouaniae                 | Gonz. Frag. & Cif.                                                    | 1926           |
| Phyllosticta gracilis                 | Gucevič                                                               | 1962           |
| Phyllosticta granati                  | Rangel                                                                | 1915           |
| Phyllosticta grandii                  | Shreem.                                                               | 1984           |
| Phyllosticta grandispora              | Rothers                                                               | 1927           |
| Phyllosticta gratiolae                | Hollós                                                                | 1910           |
| Phyllosticta grevilleae               | Gadd                                                                  | 1947           |
| Phyllosticta grisea                   | Peck                                                                  | 1903           |
| Phyllosticta griseofusca              | Bubák                                                                 | 1904           |
| Phyllosticta guaiaci                  | Cif. & Gonz. Frag.                                                    | 1927           |
| Phyllosticta guajavae                 | Viégas                                                                | 1945           |
| Phyllosticta guangdonensis            | Y.J. Huang & P.K. Chi                                                 | 2000           |
| Phyllosticta guanicensis              | E. Young                                                              | 1915           |
| Phyllosticta guceviczii               | Zhilina                                                               | 1962           |
| Phyllosticta gueldenstaedtiae         | Murashk.                                                              | 1925           |
| Phyllosticta guilielmicola            | Bat. & J. Silva                                                       | 1952           |
| Phyllosticta gustaviae                | Sacc.                                                                 | 1921           |
| Phyllosticta gwangjuensis             | Hyang B. Lee, H.J. Lim & T.T.T. Nguyen                                | 2022           |
| Phyllosticta gymnocladi               | Tehon & E.Y. Daniels                                                  | 1927           |
| Phyllosticta gymnosporiae             | Ciccar.                                                               | 1951           |
| Phyllosticta gymnosporiicola          | V.G. Rao                                                              | 1964           |
| Phyllosticta gypsophilae              | I.E. Brezhnev                                                         | 1951           |
| Phyllosticta hagahagaensis            | Crous & M.J. Wingf.                                                   | 2019           |
| Phyllosticta hainensis                | Gonz. Frag. & Cif.                                                    | 1925           |
| Phyllosticta hakeicola                | Crous & T.I. Burgess                                                  | 2018           |
| Phyllosticta halduana                 | S. Chandra & Tandon                                                   | 1965           |
| Phyllosticta haleniae                 | Murashk.                                                              | 1928           |
| Phyllosticta halepensis               | Unamuno                                                               | 1931           |
| Phyllosticta halimodendri             | Murashk.                                                              | 1967           |
| Phyllosticta hamasensis               | Sacc.                                                                 | 1910           |
| Phyllosticta haraeana                 | Sawada                                                                | 1958           |
| Phyllosticta hariotiana               | Sacc.                                                                 | 1916           |
| Phyllosticta hasijai                  | G.P. Agarwal                                                          | 1962           |
| Phyllosticta hawaiiensis              | Caum                                                                  | 1919           |
| Phyllosticta healdii                  | R. Sprague                                                            | 1948           |
| Phyllosticta hederae                  | Sacc. & Roum.                                                         | 1882           |
| Phyllosticta hedychii                 | Petr.                                                                 | 1916           |
| Phyllosticta hedysari                 | Byzova                                                                | 1967           |
| Phyllosticta heimiae                  | Speg.                                                                 | 1926           |
| Phyllosticta helenae                  | R. Sprague                                                            | 1950           |
| Phyllosticta helichrysicola           | Nelen                                                                 | 1966           |
| Phyllosticta heliconiae               | F. Stevens & P.A. Young                                               | 1925           |
| Phyllosticta heliconiicola            | Bat. & A.F. Vital                                                     | 1952           |
| Phyllosticta helvola                  | (Berk. & M.A. Curtis) Tassi                                           | 1902           |
| Phyllosticta helwingiae               | Nann.                                                                 | 1929           |
| Phyllosticta hemerocallidis           | (G.M. Chang & P.K. Chi) Vanev                                         | 2002           |
| Phyllosticta hemibrunnea              | H.Y. Yip                                                              | 1989           |
| Phyllosticta hesperidis               | Vasyag.                                                               | 1967           |
| Phyllosticta heterophylli             | Gucevič                                                               | 1962           |
| Phyllosticta heterospora              | Speg.                                                                 | 1908           |
| Phyllosticta heucherae                | Brunaud                                                               | 1890           |
| Phyllosticta heveae                   | Henn.                                                                 | 1904           |
| Phyllosticta heveana                  | Saccas                                                                | 1953           |
| Phyllosticta heveicola                | Saccas                                                                | 1953           |
| Phyllosticta hibiscina                | Ellis & Everh.                                                        | 1888           |
| Phyllosticta hieraciicola             | Rostr.                                                                | 1904           |
| Phyllosticta himantoglossi            | Petr.                                                                 | 1959           |
| Phyllosticta himeranthi               | Speg.                                                                 | 1911           |
| Phyllosticta hippocastani             | Oudem.                                                                | 1903           |
| Phyllosticta hiratsukae               | Tak. Kobay. & Onuki                                                   | 1990           |
| Phyllosticta hirriensis               | (S.R. Chowdhury) Aa & Vanev                                           | 2002           |
| Phyllosticta hohenbergiae             | (Tassi) Allesch.                                                      | 1903           |
| Phyllosticta holosteicola             | Oudem.                                                                | 1901           |
| Phyllosticta honbaensis               | Vincens                                                               | 1922           |
| Phyllosticta hosackiae                | W.B. Cooke                                                            | 1952           |
| Phyllosticta hostae                   | Y.Y. Su & L. Cai                                                      | 2012           |
| Phyllosticta houttuyniae              | Siemaszko                                                             | 1923           |
| Phyllosticta hoveniae                 | Gucevič                                                               | 1962           |
| Phyllosticta hoveniicola              | Motohashi & C. Nakash.                                                | 2008           |
| Phyllosticta hranicensis              | Petr.                                                                 | 1914           |
| Phyllosticta hubeiensis               | K. Zhang & L. Cai                                                     | 2012           |
| Phyllosticta humeriformis             | Bubák & Kabát                                                         | 1904           |
| Phyllosticta humerispora              | Speg.                                                                 | 1908           |
| Phyllosticta humuli                   | Sacc. & Speg.                                                         | 1878           |
| Phyllosticta hydrangeae-quercifoliae  | M. Bechet & Crişan                                                    | 1963           |
| Phyllosticta hydrocotyles             | A.L. Sm.                                                              | 1919           |
| Phyllosticta hydrophila               | Speg.                                                                 | 1881           |
| Phyllosticta hydrophylli              | H.C. Greene                                                           | 1958           |
| Phyllosticta hymenaeae                | (Bat. & A.F. Vital) Aa                                                | 1973           |
| Phyllosticta hymenaeicola             | Bat. & J. Silva                                                       | 1956           |
| Phyllosticta hymenocallidicola        | Crous, Summerell & Romberg                                            | 2011           |
| Phyllosticta hymenocallidis           | Seaver                                                                | 1922           |
| Phyllosticta hyoscyami                | Dejeva                                                                | 1967           |
| Phyllosticta hypericicola             | Cejp                                                                  | 1970           |
| Phyllosticta hypoglossi               | (Mont.) Allesch.                                                      | 1898           |
| Phyllosticta ibarrae                  | Toro                                                                  | 1934           |
| Phyllosticta ibotae                   | Nann.                                                                 | 1927           |
| Phyllosticta icarahyensis             | Rangel                                                                | 1917           |
| Phyllosticta ignatiana                | Unamuno                                                               | 1929           |
| Phyllosticta iliciperda               | Oudem.                                                                | 1903           |
| Phyllosticta ilicis                   | Oudem.                                                                | 1901           |
| Phyllosticta ilicis-aquifolii         | Y.Y. Su & L. Cai                                                      | 2012           |
| Phyllosticta iliciseda                | Sacc.                                                                 | 1902           |
| Phyllosticta iliensis                 | Kalymb.                                                               | 1962           |
| Phyllosticta illicii                  | S. Lin & Y. Zhang ter                                                 | 2017           |
| Phyllosticta illinoensis              | Tehon & E.Y. Daniels                                                  | 1927           |
| Phyllosticta imbe                     | Bat.                                                                  | 1949           |
| Phyllosticta imbricatae               | B.R.D. Yadav & V.G. Rao                                               | 1981           |
| Phyllosticta immersa                  | Bubák                                                                 | 1907           |
| Phyllosticta impatientis              | (L.A. Kirchn.) Fautrey                                                | 1898           |
| Phyllosticta imperatoriae             | Poetsch & Schied.                                                     | 1894           |
| Phyllosticta incarvilleae             | Verpl. & Claess.                                                      | 1934           |
| Phyllosticta indianensis              | J.M. Hook                                                             | 1929           |
| Phyllosticta inermis                  | Pandotra & Ganguly                                                    | 1964           |
| Phyllosticta ingae-edulis             | Bat. & J. Silva                                                       | 1952           |
| Phyllosticta innumerabilis            | Peck                                                                  | 1909           |
| Phyllosticta insignis                 | Gucevič                                                               | 1962           |
| Phyllosticta insularum                | Sacc.                                                                 | 1916           |
| Phyllosticta interficiens             | Volkart ex Rübel                                                      | 1912           |
| Phyllosticta inulae-viscosae          | Petr.                                                                 | 1922           |
| Phyllosticta iridicola                | Gonz. Frag.                                                           | 1916           |
| Phyllosticta iridigena                | Y. Marín & Crous                                                      | 2018           |
| Phyllosticta isatidis                 | Annal.                                                                | 1977           |
| Phyllosticta ischnosiphonis           | Henn.                                                                 | 1908           |
| Phyllosticta iserana                  | Kabát & Bubák                                                         | 1908           |
| Phyllosticta isolemae                 | Gonz. Frag. & Cif.                                                    | 1928           |
| Phyllosticta italica                  | Montemart.                                                            | 1915           |
| Phyllosticta ixorae                   | Rangel                                                                | 1915           |
| Phyllosticta jacquemontiicola         | B.R.D. Yadav & V.G. Rao                                               | 1981           |
| Phyllosticta jaffuelii                | Speg.                                                                 | 1921           |
| Phyllosticta jahniana                 | Petr. & Sacc.                                                         | 1915           |
| Phyllosticta jambosae                 | Bat. & A.F. Vital                                                     | 1952           |
| Phyllosticta jambosicola              | Aa                                                                    | 1973           |
| Phyllosticta japonica                 | Thüm.                                                                 | 1880           |
| Phyllosticta jasminensis              | Bat. & A.F. Vital                                                     | 1952           |
| Phyllosticta jasmini                  | Sacc.                                                                 | 1878           |
| Phyllosticta jasminina                | V.G. Rao                                                              | 1963           |
| Phyllosticta jasmini-pubescentis      | V.G. Rao                                                              | 1963           |
| Phyllosticta jatrophae-podagricae     | B.R.D. Yadav & V.G. Rao                                               | 1981           |
| Phyllosticta jordanii                 | Unamuno                                                               | 1932           |
| Phyllosticta juliflorae               | Ellis & Barthol.                                                      | 1902           |
| Phyllosticta justiciicola             | Solank. & V.G. Rao                                                    | 1971           |
| Phyllosticta kalopanacis              | G.Z. Lu & J.K. Bai                                                    | 1994           |
| Phyllosticta kamatii                  | (Golatkar) Aa & Vanev                                                 | 2002           |
| Phyllosticta kanpurensis              | D.V. Singh & B.M. Khanna                                              | 1971           |
| Phyllosticta kausarica                | I.U. Khan                                                             | 1962           |
| Phyllosticta kenimaechia              | Golovin                                                               | 1950           |
| Phyllosticta kentiae                  | Unamuno                                                               | 1930           |
| Phyllosticta kerriae                  | Motohashi, I. Araki & C. Nakash.                                      | 2008           |
| Phyllosticta khandalensis             | V.G. Rao                                                              | 1963           |
| Phyllosticta kigeliae                 | Died.                                                                 | 1916           |
| Phyllosticta kobayashii               | Vanev & Aa                                                            | 2002           |
| Phyllosticta kobus                    | Henn.                                                                 | 1905           |
| Phyllosticta koelreuteriae            | Hollós                                                                | 1907           |
| Phyllosticta kok-saghyz               | Cherem.                                                               | 1951           |
| Phyllosticta kriegeriana              | Bres.                                                                 | 1900           |
| Phyllosticta kumaonica                | Trotter                                                               | 1931           |
| Phyllosticta kuromoji                 | Miura                                                                 | 1957           |
| Phyllosticta kurskiana                | Bondartsev                                                            | 1921           |
| Phyllosticta kuwacola                 | Hara                                                                  | 1925           |
| Phyllosticta laburni                  | Oudem.                                                                | 1901           |
| Phyllosticta lactucae                 | I.E. Brezhnev                                                         | 1961           |
| Phyllosticta lactucicola              | Hara & Ogawa                                                          | 1952           |
| Phyllosticta laeliae                  | Keissl.                                                               | 1918           |
| Phyllosticta lagascae                 | Unamuno                                                               | 1934           |
| Phyllosticta lageniformis             | Rangel                                                                | 1915           |
| Phyllosticta lagerstroemiae           | Ellis & Everh.                                                        | 1888           |
| Phyllosticta langarum                 | Ferraris                                                              | 1906           |
| Phyllosticta lantanae-verae           | Trotter                                                               | 1931           |
| Phyllosticta lantanicola              | Sacc.                                                                 | 1915           |
| Phyllosticta lappicola                | I.E. Brezhnev & Briede                                                | 1961           |
| Phyllosticta laricis                  | Sawada                                                                | 1950           |
| Phyllosticta lasadjuntas              | Toro                                                                  | 1934           |
| Phyllosticta lathyricola              | Bubák & Krieg.                                                        | 1912           |
| Phyllosticta lathyrina                | Sacc. & G. Winter                                                     | 1883           |
| Phyllosticta latospora                | Verwoerd & du Plessis                                                 | 1933           |
| Phyllosticta launaeae                 | Rajd.                                                                 | 1971           |
| Phyllosticta lauri                    | Westend.                                                              | 1857           |
| Phyllosticta lauridiae                | Crous & M.J. Wingf.                                                   | 2019           |
| Phyllosticta laurina                  | J.V. Almeida                                                          | 1903           |
| Phyllosticta lavrensis                | Viégas                                                                | 1945           |
| Phyllosticta lepisanthicola           | Subhedar & V.G. Rao                                                   | 1979           |
| Phyllosticta leptosperma              | Speg.                                                                 | 1908           |
| Phyllosticta lespedezae               | Togashi                                                               | 1936           |
| Phyllosticta leucadendri              | Henn.                                                                 | 1903           |
| Phyllosticta leucosticta              | C. Massal.                                                            | 1908           |
| Phyllosticta leucothoicola            | Wikee, Motohashi & Crous                                              | 2013           |
| Phyllosticta liatridis                | Davis                                                                 | 1915           |
| Phyllosticta libanotidis              | Mekht.                                                                | 1962           |
| Phyllosticta ligulariae               | Togashi & Katsuki                                                     | 1950           |
| Phyllosticta ligustici                | Koval                                                                 | 1961           |
| Phyllosticta ligustricola             | Motohashi & C. Nakash.                                                | 2008           |
| Phyllosticta limoni                   | M.T. Lucas & Sousa da Câmara                                          | 1954           |
| Phyllosticta lini                     | Lobik                                                                 | 1928           |
| Phyllosticta linneae                  | Dobrozr.                                                              | 1927           |
| Phyllosticta linosyris                | Hollós                                                                | 1926           |
| Phyllosticta liquidambaris            | C.C. Chen                                                             | 1967           |
| Phyllosticta liquidambaris-formosanae | J.K. Bai & G.Z. Lu                                                    | 2003           |
| Phyllosticta llimonae                 | Bertault                                                              | 1982           |
| Phyllosticta lohogadensis             | V.G. Rao                                                              | 1963           |
| Phyllosticta lolii                    | Lagière                                                               | 1946           |
| Phyllosticta londonensis              | Bubák & Dearn.                                                        | 1916           |
| Phyllosticta longicauda               | Mapperson, Bransgr., R.G. Shivas & Dearnaley                          | 2019           |
| Phyllosticta lonicerae                | Westend.                                                              | 1852           |
| Phyllosticta loranthi                 | (Ponnappa) Aa                                                         | 1973           |
| Phyllosticta lucumae                  | Syd. & P. Syd.                                                        | 1903           |
| Phyllosticta lueheae                  | Bat.                                                                  | 1952           |
| Phyllosticta lunariae                 | Vanev & Bakalova                                                      | 1976           |
| Phyllosticta lupini                   | Bonar                                                                 | 1928           |
| Phyllosticta lupinicola               | Rothers                                                               | 1931           |
| Phyllosticta lupulina                 | Kabát & Bubák                                                         | 1905           |
| Phyllosticta lusitanica               | Unamuno                                                               | 1931           |
| Phyllosticta lutetiana                | Sacc.                                                                 | 1878           |
| Phyllosticta lychnidina               | Grove                                                                 | 1918           |
| Phyllosticta lychnidis                | (Fr.) Ellis & Everh.                                                  | 1900           |
| Phyllosticta lysimachiicola           | Miura                                                                 | 1957           |
| Phyllosticta lythri                   | Cejp                                                                  | 1965           |
| Phyllosticta macedoi                  | Gonz. Frag.                                                           | 1924           |
| Phyllosticta macleayae                | N. Naito                                                              | 1940           |
| Phyllosticta macrocarpa               | Montemart.                                                            | 1920           |
| Phyllosticta macropycnidia            | Hasija                                                                | 1962           |
| Phyllosticta macrothecia              | (Thüm.) Gonz. Frag.                                                   | 1917           |
| Phyllosticta maculata                 | M.H. Wong & Crous                                                     | 2012           |
| Phyllosticta madisonensis             | H.C. Greene                                                           | 1952           |
| Phyllosticta magnoliae                | Sacc.                                                                 | 1878           |
| Phyllosticta mahabaleshwarensis       | V.G. Rao                                                              | 1964           |
| Phyllosticta mahoniana                | (Sacc.) Allesch.                                                      | 1898           |
| Phyllosticta mahoniicola              | Pass.                                                                 | 1886           |
| Phyllosticta maianthemi               | W.B. Cooke                                                            | 1952           |
| Phyllosticta malisorica               | Bubák                                                                 | 1906           |
| Phyllosticta malkoffii                | Bubák                                                                 | 1908           |
| Phyllosticta malvavisci               | J.A. Stev.                                                            | 1946           |
| Phyllosticta mammeicola               | Cif. & Gonz. Frag.                                                    | 1927           |
| Phyllosticta mangiferae               | Bat. & A.F. Vital                                                     | 1952           |
| Phyllosticta mangiferae-indicae       | Wikee, Crous, K.D. Hyde & McKenzie                                    | 2013           |
| Phyllosticta mangifericola            | Bat.                                                                  | 1953           |
| Phyllosticta manihoticola             | Syd. & P. Syd.                                                        | 1913           |
| Phyllosticta manihotis                | Viégas                                                                | 1943           |
| Phyllosticta marantaceae              | Henn.                                                                 | 1905           |
| Phyllosticta marantaceaecola          | Rangel                                                                | 1921           |
| Phyllosticta marchantiae              | Sacc.                                                                 | 1878           |
| Phyllosticta markhamiae               | Marchal & Steyaert                                                    | 1929           |
| Phyllosticta marrubii                 | McAlpine                                                              | 1904           |
| Phyllosticta martialis                | Oudem.                                                                | 1904           |
| Phyllosticta masdevalliae             | Henn.                                                                 | 1898           |
| Phyllosticta mate                     | Speg.                                                                 | 1908           |
| Phyllosticta mattiroloana             | McAlpine                                                              | 1902           |
| Phyllosticta maurandiae               | Dearn. & House                                                        | 1915           |
| Phyllosticta mauroceniae              | Sacc. & D. Sacc.                                                      | 1905           |
| Phyllosticta mayilae                  | Petch                                                                 | 1922           |
| Phyllosticta mecranii                 | (Petr. & Cif.) Aa                                                     | 1973           |
| Phyllosticta medeolae                 | Dearn. & House                                                        | 1915           |
| Phyllosticta medicaginis              | (Fuckel) Sacc.                                                        | 1884           |
| Phyllosticta medinillae               | Rangel                                                                | 1915           |
| Phyllosticta meibomiae                | Seaver                                                                | 1922           |
| Phyllosticta melaleuca                | Ellis & Everh.                                                        | 1900           |
| Phyllosticta melampyricola            | Miura                                                                 | 1928           |
| Phyllosticta melandrii                | Annal.                                                                | 1972           |
| Phyllosticta meliloti                 | T.M. Achundov & Agajeva                                               | 1971           |
| Phyllosticta melissae                 | Bubák                                                                 | 1907           |
| Phyllosticta melochiae                | H.S. Yates                                                            | 1918           |
| Phyllosticta menispermicola           | Tehon & E.Y. Daniels                                                  | 1927           |
| Phyllosticta menthae                  | Bres.                                                                 | 1915           |
| Phyllosticta mercurialicola           | C. Massal.                                                            | 1918           |
| Phyllosticta mespilicola              | Rota-Rossi                                                            | 1908           |
| Phyllosticta metaplexidis             | Sawada                                                                | 1958           |
| Phyllosticta michailovskoensis        | Elenkin & Ohl                                                         | 1911           |
| Phyllosticta michauxioidis            | Magnus                                                                | 1903           |
| Phyllosticta micheliicola             | V.G. Rao                                                              | 1963           |
| Phyllosticta microconidia             | Hasija                                                                | 1962           |
| Phyllosticta microcosi                | Tak. Kobay. & E.D. Guzmán                                             | 1988           |
| Phyllosticta mildae                   | Treigienė                                                             | 2006           |
| Phyllosticta milenae                  | Bubák                                                                 | 1906           |
| Phyllosticta millettiae               | Henn.                                                                 | 1908           |
| Phyllosticta mimusopicola             | Crous & W.J. Swart                                                    | 2014           |
| Phyllosticta mimusopis-elengi         | V.G. Rao                                                              | 1963           |
| Phyllosticta minima                   | (Berk. & M.A. Curtis) Underw. & Earle                                 | 1897           |
| Phyllosticta minor                    | Ellis & Everh.                                                        | 1900           |
| Phyllosticta minuta                   | Garb.                                                                 | 1924           |
| Phyllosticta minutaspora              | R. Sprague                                                            | 1949           |
| Phyllosticta minutella                | Bubák & Dearn.                                                        | 1916           |
| Phyllosticta mirabilis                | Bat.                                                                  | 1953           |
| Phyllosticta mirbeliae                | Tassi                                                                 | 1900           |
| Phyllosticta missionum                | Speg.                                                                 | 1910           |
| Phyllosticta miurae                   | I. Miyake                                                             | 1910           |
| Phyllosticta miyakei                  | Syd.                                                                  | 1911           |
| Phyllosticta molungu                  | Viégas                                                                | 1945           |
| Phyllosticta momisiana                | E. Young                                                              | 1915           |
| Phyllosticta monardicola              | Cejp                                                                  | 1966           |
| Phyllosticta monogyna                 | Allesch.                                                              | 1898           |
| Phyllosticta monsterae                | P. Kumar & Kamal                                                      | 1979           |
| Phyllosticta montana                  | Voglino                                                               | 1908           |
| Phyllosticta montellica               | Sacc.                                                                 | 1906           |
| Phyllosticta montemartinii            | Cif.                                                                  | 1921           |
| Phyllosticta montteae                 | (Speg.) Sacc.                                                         | 1913           |
| Phyllosticta moquileae                | Bat.                                                                  | 1952           |
| Phyllosticta moquilearum              | Bat.                                                                  | 1952           |
| Phyllosticta moquiniae                | Viégas                                                                | 1945           |
| Phyllosticta moravica                 | (Petr.) Aa                                                            | 1973           |
| Phyllosticta morrisianae              | C.C. Chen                                                             | 1968           |
| Phyllosticta mortonii                 | Fairm.                                                                | 1913           |
| Phyllosticta moscosoi                 | Cif. & Gonz. Frag.                                                    | 1926           |
| Phyllosticta mucunae                  | Ellis & Everh.                                                        | 1900           |
| Phyllosticta muehlenbeckiae           | Shreem.                                                               | 1974           |
| Phyllosticta muehlenbeckiana          | Caball.                                                               | 1941           |
| Phyllosticta mulgedii                 | Davis                                                                 | 1909           |
| Phyllosticta multicorniculata         | Bissett & M.E. Palm                                                   | 1989           |
| Phyllosticta multiformis              | Pettinari                                                             | 1952           |
| Phyllosticta multimaculans            | Tak. Kobay.                                                           | 1977           |
| Phyllosticta murnadensis              | Ponnappa                                                              | 1967           |
| Phyllosticta murrayicola              | Aa                                                                    | 1973           |
| Phyllosticta musae                    | F. Stevens & P.A. Young                                               | 1925           |
| Phyllosticta musaechinensis           | S.P. Wu, Zuo Y. Liu & K.D. Hyde                                       | 2014           |
| Phyllosticta musae-sapientium         | Gonz. Frag. & Cif.                                                    | 1927           |
| Phyllosticta musarum                  | (Cooke) Aa                                                            | 1973           |
| Phyllosticta muscadinii               | (Luttr.) Wulandari                                                    | 2013           |
| Phyllosticta muscari                  | Hollós                                                                | 1926           |
| Phyllosticta myosotidicola            | Nelen                                                                 | 1966           |
| Phyllosticta narcissicola             | Keissl.                                                               | 1916           |
| Phyllosticta nasturtii                | Sawada                                                                | 1958           |
| Phyllosticta necatrix                 | (Thüm.) I. Miyake                                                     | 1910           |
| Phyllosticta negundinicola            | Sacc.                                                                 | 1909           |
| Phyllosticta nemophilae               | Dippen.                                                               | 1931           |
| Phyllosticta neopyrolae               | Wikee, Crous, Motohashi, K.D. Hyde & McKenzie                         | 2013           |
| Phyllosticta nepetae                  | Lobik                                                                 | 1928           |
| Phyllosticta nepeticola               | Melnik                                                                | 1965           |
| Phyllosticta nerii-atropurpurii       | B.R.D. Yadav & V.G. Rao                                               | 1981           |
| Phyllosticta nerii-oleandri           | Siemaszko                                                             | 1923           |
| Phyllosticta neuroterigallicola       | Tehon                                                                 | 1933           |
| Phyllosticta nicandrae                | Cejp & Dolejš                                                         | 1969           |
| Phyllosticta nicandricola             | V.G. Rao                                                              | 1963           |
| Phyllosticta nicolai                  | Bubák                                                                 | 1903           |
| Phyllosticta nicotianae               | Ellis & Everh.                                                        | 1893           |
| Phyllosticta nicotianicola            | Speg.                                                                 | 1910           |
| Phyllosticta novissima                | Gonz. Frag.                                                           | 1917           |
| Phyllosticta nucularia                | Tassi                                                                 | 1901           |
| Phyllosticta numerospora              | H.C. Greene                                                           | 1953           |
| Phyllosticta nuptialis                | Thüm.                                                                 | 1882           |
| Phyllosticta nuttalliae               | Siemaszko                                                             | 1923           |
| Phyllosticta nyctanthis               | Pandotra & K.S.M. Sastry                                              | 1969           |
| Phyllosticta nymphaeacea              | Ellis & Everh.                                                        | 1900           |
| Phyllosticta nymphaeicola             | Tehon & E.Y. Daniels                                                  | 1927           |
| Phyllosticta oahuensis                | E.K. Cash                                                             | 1972           |
| Phyllosticta oakesiae                 | Dearn. & House                                                        | 1915           |
| Phyllosticta obliqua                  | Tassi                                                                 | 1900           |
| Phyllosticta obstrudens               | (Tassi) Allesch.                                                      | 1900           |
| Phyllosticta occulta                  | Bubák                                                                 | 1915           |
| Phyllosticta ocimicola                | Pandotra & Ganguly                                                    | 1964           |
| Phyllosticta odontoglossi             | Verpl. & Claess.                                                      | 1934           |
| Phyllosticta oleandri                 | Gutner                                                                | 1933           |
| Phyllosticta olympica                 | R. Sprague                                                            | 1958           |
| Phyllosticta omphaleae                | Dearn. & House                                                        | 1919           |
| Phyllosticta oncidii-sphacelati       | (Tassi) Allesch.                                                      | 1903           |
| Phyllosticta onobrychidis             | Panas.                                                                | 1929           |
| Phyllosticta onosmatis                | Vasyag.                                                               | 1964           |
| Phyllosticta ophiopogonis             | Wulandari & K.D. Hyde                                                 | 2012           |
| Phyllosticta opulasteris              | Petr.                                                                 | 1922           |
| Phyllosticta opuli                    | Sacc.                                                                 | 1878           |
| Phyllosticta opuntiae-parahybensis    | Bat.                                                                  | 1956           |
| Phyllosticta opuntiicola              | Bubák                                                                 | 1906           |
| Phyllosticta orni                     | Bubák                                                                 | 1907           |
| Phyllosticta oroxyli                  | Henn.                                                                 | 1902           |
| Phyllosticta oryzae                   | Hori                                                                  | 1909           |
| Phyllosticta oryzicola                | Hara                                                                  | 1918           |
| Phyllosticta oryzina                  | Padwick                                                               | 1950           |
| Phyllosticta osmanthicola             | Trinchieri                                                            | 1911           |
| Phyllosticta ostryae                  | Woron.                                                                | 1923           |
| Phyllosticta owaniana                 | G. Winter                                                             | 1885           |
| Phyllosticta owariensis               | Maubl.                                                                | 1903           |
| Phyllosticta owensii                  | R. Sprague                                                            | 1941           |
| Phyllosticta oxycocci                 | Henn.                                                                 | 1902           |
| Phyllosticta oxytropis                | Hollós                                                                | 1906           |
| Phyllosticta pachysandrae             | Dearn. & House                                                        | 1915           |
| Phyllosticta pachysandricola          | Wikee, Motohashi & Crous                                              | 2013           |
| Phyllosticta pachystimae              | Wehm.                                                                 | 1946           |
| Phyllosticta paederiae                | (Petr.) Aa                                                            | 1973           |
| Phyllosticta palaquii                 | Henn.                                                                 | 1902           |
| Phyllosticta paleicola                | Henn.                                                                 | 1906           |
| Phyllosticta pallens                  | Ellis & Everh.                                                        | 1900           |
| Phyllosticta pallidior                | Peck                                                                  | 1906           |
| Phyllosticta pallidocarpa             | Bubák & Serebrian.                                                    | 1916           |
| Phyllosticta panacis                  | Nakata & S. Takim.                                                    | 1922           |
| Phyllosticta pandanicola              | E. Young                                                              | 1915           |
| Phyllosticta panici                   | E. Young                                                              | 1915           |
| Phyllosticta panici-maximi            | Cif. & Gonz. Frag.                                                    | 1927           |
| Phyllosticta panici-miliacei          | Săvul. & Sandu                                                        | 1935           |
| Phyllosticta papaveris                | Vasyag.                                                               | 1967           |
| Phyllosticta paracapitalensis         | Guarn. & Crous                                                        | 2017           |
| Phyllosticta paracitricarpa           | Guarn. & Crous                                                        | 2017           |
| Phyllosticta paraensis                | Henn.                                                                 | 1908           |
| Phyllosticta paranaensis              | Speer                                                                 | 1979           |
| Phyllosticta paraopebensis            | Bat. & Peres                                                          | 1962           |
| Phyllosticta paratropiae              | Sacc.                                                                 | 1908           |
| Phyllosticta parthenocissi            | K. Zhang, N. Zhang & L. Cai                                           | 2013           |
| Phyllosticta partricuspidatae         | N. Zhou & L. Cai                                                      | 2015           |
| Phyllosticta parvimammata             | R. Sprague                                                            | 1961           |
| Phyllosticta passiflorae              | McAlpine                                                              | 1903           |
| Phyllosticta passifloramaculans       | Bat.                                                                  | 1952           |
| Phyllosticta patouillardii            | Sacc. & D. Sacc.                                                      | 1906           |
| Phyllosticta paulensis                | Henn.                                                                 | 1908           |
| Phyllosticta paulowniae               | Sacc.                                                                 | 1878           |
| Phyllosticta paupercula               | Peck                                                                  | 1911           |
| Phyllosticta paviae                   | Desm.                                                                 | 1847           |
| Phyllosticta paxistimae               | Wikee & Crous                                                         | 2013           |
| Phyllosticta pedicularis              | Solheim                                                               | 1960           |
| Phyllosticta pelargonii               | Cejp & Dolejš                                                         | 1969           |
| Phyllosticta pellucida                | Bubák & Dearn.                                                        | 1916           |
| Phyllosticta penicillariae            | Speg.                                                                 | 1914           |
| Phyllosticta pennsylvanica            | H.C. Greene                                                           | 1952           |
| Phyllosticta penstemonicola           | H.C. Greene                                                           | 1948           |
| Phyllosticta penstemonis              | Cooke                                                                 | 1886           |
| Phyllosticta pentadis-carneae         | Subhedar & V.G. Rao                                                   | 1979           |
| Phyllosticta pentatis                 | B.R.D. Yadav & V.G. Rao                                               | 1981           |
| Phyllosticta perniciosa               | Kabát & Bubák                                                         | 1905           |
| Phyllosticta perpusilla               | Sacc.                                                                 | 1913           |
| Phyllosticta persearum                | Bat. & A.F. Vital                                                     | 1952           |
| Phyllosticta persicophila             | Traverso & Migliardi                                                  | 1911           |
| Phyllosticta persooniae               | Y. Marín & Crous                                                      | 2018           |
| Phyllosticta pertundens               | Sacc.                                                                 | 1910           |
| Phyllosticta pervincae                | Bissett & Darbysh.                                                    | 1984           |
| Phyllosticta petiveriae               | Bat. & A.F. Vital                                                     | 1952           |
| Phyllosticta petrakii                 | Cejp                                                                  | 1966           |
| Phyllosticta petroselini              | Rothers                                                               | 1927           |
| Phyllosticta peucedani                | Woron.                                                                | 1923           |
| Phyllosticta pfaffii                  | Bubák                                                                 | 1916           |
| Phyllosticta phaea                    | Sacc.                                                                 | 1913           |
| Phyllosticta phaeospora               | Scalia ex Lopr.                                                       | 1909           |
| Phyllosticta phalenopsidis            | Marchal & Verpl.                                                      | 1927           |
| Phyllosticta phanerura                | Aa                                                                    | 1973           |
| Phyllosticta phari                    | Speg.                                                                 | 1910           |
| Phyllosticta phaseoli-lunati          | V.G. Rao                                                              | 1963           |
| Phyllosticta phaseolina               | Sacc.                                                                 | 1878           |
| Phyllosticta phellodendri             | Negru                                                                 | 1958           |
| Phyllosticta phellodendricola         | Melnik                                                                | 1965           |
| Phyllosticta phialodisci              | Cejp                                                                  | 1969           |
| Phyllosticta phillyreae               | Sacc.                                                                 | 1879           |
| Phyllosticta philodendri              | Allesch.                                                              | 1895           |
| Phyllosticta philodendricola          | Bat. & A.F. Vital                                                     | 1952           |
| Phyllosticta philodendrina            | Caball.                                                               | 1941           |
| Phyllosticta philoprina               | (Berk. & M.A. Curtis) Wikee & Crous                                   | 2013           |
| Phyllosticta phlei                    | Lagière                                                               | 1946           |
| Phyllosticta phleicola                | Melnik                                                                | 1965           |
| Phyllosticta phlomidis                | Bondartsev & Lebedeva                                                 | 1914           |
| Phyllosticta phoenicis                | Crous                                                                 | 2021           |
| Phyllosticta phoradendri              | Bonar                                                                 | 1942           |
| Phyllosticta phormiigena              | Bubák                                                                 | 1916           |
| Phyllosticta photiniae-fraseri        | Plenk & Bedlan                                                        | 2022           |
| Phyllosticta phragmitis               | Nagorny                                                               | 1913           |
| Phyllosticta phrymae                  | Bunkina & Koval                                                       | 1964           |
| Phyllosticta phyllachoroides          | Sacc.                                                                 | 1917           |
| Phyllosticta phyllostachydis          | Siemaszko                                                             | 1923           |
| Phyllosticta physaleos                | Sacc.                                                                 | 1878           |
| Phyllosticta physocarpi               | H.C. Greene                                                           | 1949           |
| Phyllosticta phyteumatis              | Gonz. Frag.                                                           | 1920           |
| Phyllosticta phytoptorum              | Bubák                                                                 | 1907           |
| Phyllosticta picroxylina              | Speg.                                                                 | 1910           |
| Phyllosticta pilispora                | Speschnew                                                             | 1901           |
| Phyllosticta pilospora                | (Sawada) Y. Hattori, C. Nakash. & Motohashi                           | 2020           |
| Phyllosticta pimpinellae              | Cejp, Fassat. & Zavrel                                                | 1971           |
| Phyllosticta pipericola               | Syd. & P. Syd.                                                        | 1903           |
| Phyllosticta piperis-nigri            | V.G. Rao                                                              | 1964           |
| Phyllosticta pitcheriana              | Fairm.                                                                | 1910           |
| Phyllosticta pithecellobii            | E. Young                                                              | 1915           |
| Phyllosticta pittosporina             | (Sousa da Câmara) Dennis                                              | 1977           |
| Phyllosticta plantaginicola           | Tehon & E.Y. Daniels                                                  | 1927           |
| Phyllosticta plantaginis              | Sacc.                                                                 | 1884           |
| Phyllosticta platani-acerifoliae      | Gonz. Frag.                                                           | 1924           |
| Phyllosticta platycodonis             | J.F. Lue & P.K. Chi                                                   | 1994           |
| Phyllosticta plectranthi              | Koval                                                                 | 1961           |
| Phyllosticta pleopeltidis             | V.G. Rao                                                              | 1964           |
| Phyllosticta pleurothallidis          | Keissl.                                                               | 1918           |
| Phyllosticta plumbaginicola           | V.G. Rao                                                              | 1963           |
| Phyllosticta plumbaginis              | (Ponnappa) Khune                                                      | 1979           |
| Phyllosticta plumeriae                | Tassi                                                                 | 1901           |
| Phyllosticta plurivora                | Woron.                                                                | 1930           |
| Phyllosticta podagrariae              | Oudem.                                                                | 1901           |
| Phyllosticta podocarpi                | Crous                                                                 | 1996           |
| Phyllosticta podocarpicola            | Wikee, Crous, K.D. Hyde & McKenzie                                    | 2013           |
| Phyllosticta podophylli               | (M.A. Curtis) G. Winter                                               | 1884           |
| Phyllosticta podophyllina             | Tehon & G.L. Stout                                                    | 1929           |
| Phyllosticta pogostemonis             | Khokhr.                                                               | 1951           |
| Phyllosticta polemonii                | A.L. Sm. & Ramsb.                                                     | 1916           |
| Phyllosticta polianthis               | Gonz. Frag.                                                           | 1924           |
| Phyllosticta pollaccii                | A. Agostini                                                           | 1925           |
| Phyllosticta polyalthiicola           | V.G. Rao                                                              | 1963           |
| Phyllosticta polygalae                | Dobrozr.                                                              | 1927           |
| Phyllosticta polygonati               | Bäumler                                                               | 1903           |
| Phyllosticta polygonati-officinalis   | Alcalde                                                               | 1948           |
| Phyllosticta polygoni                 | Hollós                                                                | 1926           |
| Phyllosticta polygoni-avicularis      | Petr.                                                                 | 1921           |
| Phyllosticta polygoni-bungeani        | Miura                                                                 | 1928           |
| Phyllosticta polygonorum              | Sacc.                                                                 | 1878           |
| Phyllosticta polypodii-australis      | Henn.                                                                 | 1906           |
| Phyllosticta polypodiorum             | Bat.                                                                  | 1952           |
| Phyllosticta polypsecadiospora        | Sousa da Câmara                                                       | 1928           |
| Phyllosticta polysciadis              | Bat. & A.F. Vital                                                     | 1952           |
| Phyllosticta pontederiae              | Syd. & P. Syd.                                                        | 1901           |
| Phyllosticta porteri                  | Tehon & E.Y. Daniels                                                  | 1927           |
| Phyllosticta portoricensis            | E. Young                                                              | 1915           |
| Phyllosticta poterii                  | Cejp, Fassat. & Zavřel                                                | 1971           |
| Phyllosticta pothicola                | Weedon                                                                | 1925           |
| Phyllosticta pothina                  | V.G. Rao                                                              | 1963           |
| Phyllosticta prangicola               | Woron.                                                                | 1919           |
| Phyllosticta pratima                  | (S. Chowdhury) Khune ex R.S. Mathur                                   | 1979           |
| Phyllosticta prenanthis               | Bunkina                                                               | 1963           |
| Phyllosticta primulicola              | Desm.                                                                 | 1847           |
| Phyllosticta prinsepiae               | G.Z. Lu & J.K. Bai                                                    | 1994           |
| Phyllosticta prominens                | Oudem.                                                                | 1902           |
| Phyllosticta propinqua                | Ferraris & Sacc.                                                      | 1902           |
| Phyllosticta protiicola               | Peres                                                                 | 1982           |
| Phyllosticta proustiicola             | Speg.                                                                 | 1910           |
| Phyllosticta pruni-domesticae         | Voglino                                                               | 1905           |
| Phyllosticta prunigena                | Grove                                                                 | 1935           |
| Phyllosticta pruni-nanae              | Săvul. & Sandu                                                        | 1935           |
| Phyllosticta pruni-virginianae        | H.C. Greene                                                           | 1964           |
| Phyllosticta pseudacori               | (Brunaud) Allesch.                                                    | 1898           |
| Phyllosticta pseudotsugae             | L.E. Petrini, Petrini, Leuchtm. & G.C. Carroll                        | 1991           |
| Phyllosticta psidiella                | Tassi                                                                 | 1904           |
| Phyllosticta psidii                   | Tassi                                                                 | 1900           |
| Phyllosticta psidiicola               | (Petr.) Aa                                                            | 1973           |
| Phyllosticta psoraleae                | (Cooke) Tassi                                                         | 1902           |
| Phyllosticta pteleae                  | Hollós                                                                | 1909           |
| Phyllosticta pteleicola               | Tehon & E.Y. Daniels                                                  | 1925           |
| Phyllosticta pteridina                | Unamuno                                                               | 1929           |
| Phyllosticta pucciniospila            | C. Massal.                                                            | 1900           |
| Phyllosticta puerariae                | Bat. & A.F. Vital                                                     | 1952           |
| Phyllosticta purpurea                 | (Cooke & Massee) Tassi                                                | 1902           |
| Phyllosticta putranjivae              | Syd. & P. Syd.                                                        | 1916           |
| Phyllosticta putrefaciens             | Shear                                                                 | 1907           |
| Phyllosticta quercus-cocciferae       | Bubák                                                                 | 1906           |
| Phyllosticta ragatensis               | Ivory                                                                 | 1967           |
| Phyllosticta ragnhildae               | Solheim                                                               | 1950           |
| Phyllosticta raimundi                 | Sacc.                                                                 | 1919           |
| Phyllosticta ranunculi                | Sacc. & Speg.                                                         | 1878           |
| Phyllosticta ranunculicola            | Bubák & Picb.                                                         | 1937           |
| Phyllosticta raoi                     | S.B. Thakur                                                           | 1975           |
| Phyllosticta raphani                  | I.E. Brezhnev                                                         | 1951           |
| Phyllosticta raui                     | (Peck) Dearn. & House                                                 | 1915           |
| Phyllosticta ravenalae                | Bat.                                                                  | 1955           |
| Phyllosticta regis                    | B.R.D. Yadav & V.G. Rao                                               | 1981           |
| Phyllosticta rehmii                   | Bubák                                                                 | 1907           |
| Phyllosticta religiosa                | Syd. & P. Syd.                                                        | 1916           |
| Phyllosticta renantherae              | Keissl.                                                               | 1918           |
| Phyllosticta resedae                  | Petch                                                                 | 1917           |
| Phyllosticta reyesii                  | H.S. Yates                                                            | 1922           |
| Phyllosticta reynoutriae              | Sawada                                                                | 1958           |
| Phyllosticta rhamni                   | Westend.                                                              | 1857           |
| Phyllosticta rhamnicola               | Desm.                                                                 | 1847           |
| Phyllosticta rhamnigena               | Sacc.                                                                 | 1878           |
| Phyllosticta rhaphiolepidis           | Gutner                                                                | 1936           |
| Phyllosticta rhapidis                 | Verpl. & R. Broecke                                                   | 1936           |
| Phyllosticta rhexiae                  | Dearn. & House                                                        | 1915           |
| Phyllosticta rhipsalidicola           | Novoss.                                                               | 1936           |
| Phyllosticta rhizophorae              | Norph. & K.D. Hyde                                                    | 2020           |
| Phyllosticta rhododendri              | Westend.                                                              | 1852           |
| Phyllosticta rhododendri-flavi        | Bubák & Kabát                                                         | 1910           |
| Phyllosticta rhodorae                 | (Cooke) Tassi                                                         | 1900           |
| Phyllosticta rhodotypi                | Hollós                                                                | 1929           |
| Phyllosticta rhoiseda                 | Fairm.                                                                | 1923           |
| Phyllosticta rhynchosiae              | Miles                                                                 | 1926           |
| Phyllosticta ribesicida               | Speg.                                                                 | 1910           |
| Phyllosticta ribis-aurei              | Hollós                                                                | 1926           |
| Phyllosticta ribiseda                 | Bubák & Kabát                                                         | 1910           |
| Phyllosticta ribis-rubri              | Voglino                                                               | 1906           |
| Phyllosticta richardiae               | F.T. Brooks                                                           | 1932           |
| Phyllosticta richardsoniae            | Ellis & Everh.                                                        | 1902           |
| Phyllosticta rivinae                  | Speg.                                                                 | 1910           |
| Phyllosticta robiniella               | Miura                                                                 | 1928           |
| Phyllosticta robiniicola              | Hollós                                                                | 1910           |
| Phyllosticta roboris                  | Oudem.                                                                | 1902           |
| Phyllosticta rogleri                  | R. Sprague                                                            | 1941           |
| Phyllosticta romana                   | D. Sacc.                                                              | 1904           |
| Phyllosticta romuleae                 | Gonz. Frag.                                                           | 1916           |
| Phyllosticta rondeletiae              | Tassi                                                                 | 1904           |
| Phyllosticta rosae                    | Desm.                                                                 | 1859           |
| Phyllosticta rosae-setigerae          | J.M. Hook                                                             | 1929           |
| Phyllosticta rosae-sinensis           | Cejp                                                                  | 1969           |
| Phyllosticta rottlerae                | (Berk. & Broome) Petch                                                | 1917           |
| Phyllosticta rotulae                  | (Thirum. & Naras.) Khune                                              | 1979           |
| Phyllosticta rubella                  | Wikee & Crous                                                         | 2014           |
| Phyllosticta rubi                     | Henn.                                                                 | 1902           |
| Phyllosticta rubiae                   | Miura                                                                 | 1928           |
| Phyllosticta rubi-odorati             | Bubák & Kabát                                                         | 1912           |
| Phyllosticta ruborum                  | Sacc.                                                                 | 1881           |
| Phyllosticta rugelii                  | Tehon & G.L. Stout                                                    | 1929           |
| Phyllosticta rumicicola               | Miura                                                                 | 1928           |
| Phyllosticta ruscicola                | Durieu & Mont.                                                        | 1855           |
| Phyllosticta ruscigena                | Sacc.                                                                 | 1915           |
| Phyllosticta rutaceae                 | Henn.                                                                 | 1908           |
| Phyllosticta saccardoi                | Thüm.                                                                 | 1880           |
| Phyllosticta sacchari-major           | Bat. & A.F. Vital                                                     | 1952           |
| Phyllosticta sagittifoliae            | Brunaud                                                               | 1887           |
| Phyllosticta salisburyae              | Tassi                                                                 | 1900           |
| Phyllosticta salviae                  | Hollós                                                                | 1926           |
| Phyllosticta sambac                   | Shreem.                                                               | 1983           |
| Phyllosticta sambucicola              | (Kalchbr.) Sacc.                                                      | 1884           |
| Phyllosticta sambucina                | Allesch. ex Mig.                                                      | 1921           |
| Phyllosticta sampaioana               | Gonz. Frag.                                                           | 1924           |
| Phyllosticta sancti-iosephi           | Cif.                                                                  | 1957           |
| Phyllosticta sanderi                  | V.G. Rao & B.R.D. Yadav                                               | 1991           |
| Phyllosticta sanguinea                | (Desm.) Sacc.                                                         | 1884           |
| Phyllosticta sanguisorbae             | Khokhr.                                                               | 1951           |
| Phyllosticta sanguisorbicola          | G.Z. Lu & J.K. Bai                                                    | 1994           |
| Phyllosticta sansevieriae             | Bat.                                                                  | 1952           |
| Phyllosticta santaguina               | Speg.                                                                 | 1910           |
| Phyllosticta sapindi                  | Henn.                                                                 | 1902           |
| Phyllosticta sapindi-emarginati       | V.G. Rao                                                              | 1963           |
| Phyllosticta sapindina                | Khune                                                                 | 1979           |
| Phyllosticta sapotae                  | Sacc.                                                                 | 1912           |
| Phyllosticta sapotarum                | Gutner                                                                | 1933           |
| Phyllosticta sapoticola               | V.G. Rao                                                              | 1963           |
| Phyllosticta sarcomphali              | Gonz. Frag. & Cif.                                                    | 1926           |
| Phyllosticta sarraceniae              | F. Esm.                                                               | 1927           |
| Phyllosticta saxifragae-cordifoliae   | Woron.                                                                | 1923           |
| Phyllosticta scariolicola             | Tehon                                                                 | 1933           |
| Phyllosticta schaefferiae             | Gonz. Frag. & Cif.                                                    | 1926           |
| Phyllosticta schimae                  | Y.Y. Su & L. Cai                                                      | 2012           |
| Phyllosticta schimicola               | N. Zhou & L. Cai                                                      | 2015           |
| Phyllosticta schisandrae              | Mitrosh.                                                              | 1949           |
| Phyllosticta sciadophila              | Speg.                                                                 | 1922           |
| Phyllosticta sclerolobii              | Bat. & Peres                                                          | 1960           |
| Phyllosticta scleropoae               | Gonz. Frag.                                                           | 1921           |
| Phyllosticta scorodoniae              | Unamuno                                                               | 1929           |
| Phyllosticta scrophulariae            | Sacc.                                                                 | 1878           |
| Phyllosticta scrophulariae-bosniacae  | Bubák                                                                 | 1906           |
| Phyllosticta scrophulariicola         | Petr.                                                                 | 1941           |
| Phyllosticta scutellariae             | Kalymb.                                                               | 1962           |
| Phyllosticta sechii                   | E. Young                                                              | 1915           |
| Phyllosticta securinegae              | Koval                                                                 | 1961           |
| Phyllosticta sedi                     | Hollós                                                                | 1926           |
| Phyllosticta selini                   | Cejp                                                                  | 1969           |
| Phyllosticta sellowiana               | Gucevič                                                               | 1962           |
| Phyllosticta semeles                  | Ohl                                                                   | 1922           |
| Phyllosticta senecionicola            | Petr.                                                                 | 1941           |
| Phyllosticta sepium                   | Lobik                                                                 | 1928           |
| Phyllosticta sequoiae                 | Zhilina                                                               | 1957           |
| Phyllosticta serjaniarum              | Bat. & A.F. Vital                                                     | 1952           |
| Phyllosticta serjaniicola             | (Petr. & Cif.) Aa                                                     | 1973           |
| Phyllosticta serratulae               | Kalymb.                                                               | 1962           |
| Phyllosticta sesami                   | Woron.                                                                | 1917           |
| Phyllosticta sesbaniae                | Syd. & P. Syd.                                                        | 1916           |
| Phyllosticta setariae                 | Ferraris                                                              | 1902           |
| Phyllosticta siccata                  | H.C. Greene                                                           | 1944           |
| Phyllosticta sicyna                   | Sacc.                                                                 | 1910           |
| Phyllosticta siemaszkoi               | Melnik                                                                | 1965           |
| Phyllosticta silveirae                | Speg.                                                                 | 1922           |
| Phyllosticta similis                  | Cejp                                                                  | 1965           |
| Phyllosticta sinapis                  | Bond.-Mont.                                                           | 1923           |
| Phyllosticta siphocampyli             | Speg.                                                                 | 1926           |
| Phyllosticta siphonis                 | Kabát & Bubák                                                         | 1904           |
| Phyllosticta sisymbrii                | Byzova                                                                | 1967           |
| Phyllosticta skimmiae                 | Gutner                                                                | 1933           |
| Phyllosticta smilacigena              | Bubák & Dearn.                                                        | 1916           |
| Phyllosticta smilacinae               | Solheim                                                               | 1950           |
| Phyllosticta smilacinae-trifoliae     | H.C. Greene                                                           | 1964           |
| Phyllosticta socia                    | Scalia                                                                | 1902           |
| Phyllosticta solidaginicola           | Tehon & E.Y. Daniels                                                  | 1927           |
| Phyllosticta solidaginis              | Bres.                                                                 | 1915           |
| Phyllosticta solidaginis-serotinae    | Petr.                                                                 | 1969           |
| Phyllosticta solitaria                | Ellis & Everh.                                                        | 1895           |
| Phyllosticta sophoricola              | Hollós                                                                | 1907           |
| Phyllosticta sorbariae                | H.C. Greene                                                           | 1953           |
| Phyllosticta sorbi                    | Westend.                                                              | 1857           |
| Phyllosticta sorbicola                | Allesch.                                                              | 1898           |
| Phyllosticta sordida                  | Speg.                                                                 | 1912           |
| Phyllosticta sorghiphila              | Saccas                                                                | 1954           |
| Phyllosticta sparsa                   | Bonar                                                                 | 1928           |
| Phyllosticta spartinae                | Brunaud                                                               | 1888           |
| Phyllosticta speewahensis             | R.G. Shivas, Y.P. Tan & Grice                                         | 2013           |
| Phyllosticta speschnewiana            | Sacc. & P. Syd.                                                       | 1902           |
| Phyllosticta sphingina                | Bubák                                                                 | 1916           |
| Phyllosticta spigeliae                | Cavalc.                                                               | 1973           |
| Phyllosticta spinarum                 | (Died.) Nag Raj & M. Morelet                                          | 1978           |
| Phyllosticta spiraeae-salicifoliae    | Kabát & Bubák                                                         | 1910           |
| Phyllosticta spiraeina                | Brunaud                                                               | 1890           |
| Phyllosticta splachni                 | Rostr.                                                                | 1904           |
| Phyllosticta sporalonga               | M. Morelet                                                            | 1973           |
| Phyllosticta spuriopimpinellae        | G.Z. Lu & J.K. Bai                                                    | 1994           |
| Phyllosticta stachyopsidis            | Kalymb.                                                               | 1962           |
| Phyllosticta starbaeckii              | Sacc. & P. Syd.                                                       | 1899           |
| Phyllosticta statices                 | Petr.                                                                 | 1922           |
| Phyllosticta statices-gmelinii        | Lobik                                                                 | 1928           |
| Phyllosticta stauntoniae              | Gucevič                                                               | 1962           |
| Phyllosticta steironematis            | Dearn. & House                                                        | 1916           |
| Phyllosticta stenocarpi               | Tassi                                                                 | 1900           |
| Phyllosticta stenospora               | (McAlpine) McAlpine                                                   | 1903           |
| Phyllosticta stenotaphricola          | Bat.                                                                  | 1952           |
| Phyllosticta sterculiicola            | Traverso                                                              | 1903           |
| Phyllosticta stettiniana              | Madej                                                                 | 1965           |
| Phyllosticta stevenii                 | Gucevič                                                               | 1962           |
| Phyllosticta stevensii                | E. Young                                                              | 1915           |
| Phyllosticta stewartiae               | Syd.                                                                  | 1929           |
| Phyllosticta straminella              | Bres.                                                                 | 1896           |
| Phyllosticta stygia                   | Maire                                                                 | 1940           |
| Phyllosticta styracicola              | K. Zhang & L. Cai                                                     | 2012           |
| Phyllosticta suaedae                  | Lobik                                                                 | 1928           |
| Phyllosticta subeffusa                | (Ellis & Everh.) Tehon & G.L. Stout                                   | 1929           |
| Phyllosticta subtilis                 | Peck                                                                  | 1911           |
| Phyllosticta succinosa                | H.C. Greene                                                           | 1954           |
| Phyllosticta succisicola              | Cejp                                                                  | 1969           |
| Phyllosticta suecica                  | Bubák & Vleugel                                                       | 1916           |
| Phyllosticta sulata                   | S.R. Chowdhury                                                        | 1944           |
| Phyllosticta sumbaviae                | Syd. & P. Syd.                                                        | 1914           |
| Phyllosticta superficialis            | F. Stevens                                                            | 1917           |
| Phyllosticta superflua                | Oudem.                                                                | 1904           |
| Phyllosticta supervacanea             | Bubák                                                                 | 1916           |
| Phyllosticta swartziae                | Bat.                                                                  | 1952           |
| Phyllosticta sycina                   | Traverso                                                              | 1903           |
| Phyllosticta symphyti                 | Cejp                                                                  | 1967           |
| Phyllosticta symploci                 | Syd. & P. Syd.                                                        | 1916           |
| Phyllosticta syringophila             | Oudem.                                                                | 1904           |
| Phyllosticta syzygii                  | Bat.                                                                  | 1953           |
| Phyllosticta tabebuiae                | Bat. & A.F. Vital                                                     | 1952           |
| Phyllosticta tabernaemontanae         | (Syd.) Aa                                                             | 1973           |
| Phyllosticta tagana                   | (Thüm.) Tassi                                                         | 1902           |
| Phyllosticta tagetis                  | Nelen                                                                 | 1966           |
| Phyllosticta tahirica                 | T.M. Achundov                                                         | 1967           |
| Phyllosticta take                     | I. Miyake & Hara                                                      | 1910           |
| Phyllosticta talae                    | Speg.                                                                 | 1910           |
| Phyllosticta talisiae                 | Bat.                                                                  | 1952           |
| Phyllosticta talisiae-major           | Bat.                                                                  | 1953           |
| Phyllosticta tamarindicola            | V. Rao                                                                | 1966           |
| Phyllosticta tamarindina              | S. Chandra & Tandon                                                   | 1964           |
| Phyllosticta tambowiensis             | Bubák & Serebrian.                                                    | 1912           |
| Phyllosticta tassiana                 | Allesch.                                                              | 1903           |
| Phyllosticta tassii                   | Hollós                                                                | 1929           |
| Phyllosticta tatarici                 | Hollós                                                                | 1928           |
| Phyllosticta taurica                  | Maire                                                                 | 1906           |
| Phyllosticta tau-saghyzi              | Cherem.                                                               | 1936           |
| Phyllosticta tau-saghyzianum          | Zerova                                                                | 1933           |
| Phyllosticta taxi                     | Hollós                                                                | 1910           |
| Phyllosticta tayuvae                  | Viégas                                                                | 1945           |
| Phyllosticta tcshimganica             | Melnik                                                                | 1965           |
| Phyllosticta telekiae                 | Cejp, Fassat. & Zavrel                                                | 1971           |
| Phyllosticta tellimae                 | Tassi                                                                 | 1900           |
| Phyllosticta telopeae                 | H.Y. Yip                                                              | 1989           |
| Phyllosticta tenebrosa                | H.C. Greene                                                           | 1959           |
| Phyllosticta tephrosiae               | G.P. Agarwal                                                          | 1961           |
| Phyllosticta tetonensis               | Solheim                                                               | 1970           |
| Phyllosticta tetraplodontis           | Lebedeva                                                              | 1924           |
| Phyllosticta tetrastigmatis           | B.R.D. Yadav & V.G. Rao                                               | 1981           |
| Phyllosticta teucrii                  | Sacc. & Speg.                                                         | 1878           |
| Phyllosticta texensis                 | Seaver                                                                | 1922           |
| Phyllosticta thalictri                | Westend.                                                              | 1857           |
| Phyllosticta theacearum               | Aa                                                                    | 1973           |
| Phyllosticta theae                    | Speschnew                                                             | 1904           |
| Phyllosticta theicola                 | Curzi                                                                 | 1926           |
| Phyllosticta theobromicola            | Vincens                                                               | 1918           |
| Phyllosticta thibaudiae               | Cejp                                                                  | 1970           |
| Phyllosticta thuemenii                | Tassi                                                                 | 1902           |
| Phyllosticta thujae                   | Bissett & M.E. Palm                                                   | 1989           |
| Phyllosticta thujopsidis              | Sawada                                                                | 1950           |
| Phyllosticta thuringiaca              | Died.                                                                 | 1912           |
| Phyllosticta thymi                    | Vasyag.                                                               | 1964           |
| Phyllosticta tiliae                   | Sacc. & Speg.                                                         | 1878           |
| Phyllosticta tinctoriae               | Shreem.                                                               | 1983           |
| Phyllosticta tinea                    | Sacc.                                                                 | 1878           |
| Phyllosticta tinosporae               | Gäum.                                                                 | 1920           |
| Phyllosticta tinosporicola            | Khune                                                                 | 1979           |
| Phyllosticta tipuanae                 | Tassi                                                                 | 1901           |
| Phyllosticta tirolensis               | Bubák                                                                 | 1904           |
| Phyllosticta tonduzii                 | Speg.                                                                 | 1918           |
| Phyllosticta torilidis                | Cejp                                                                  | 1969           |
| Phyllosticta tormentillae             | Sacc.                                                                 | 1878           |
| Phyllosticta tortilicaudata           | H.Y. Yip                                                              | 1987           |
| Phyllosticta trachelospermi           | (Tassi) Allesch.                                                      | 1903           |
| Phyllosticta transiens                | Speg.                                                                 | 1918           |
| Phyllosticta translucens              | Bubák & Kabát                                                         | 1915           |
| Phyllosticta trapezuntica             | Bubák                                                                 | 1910           |
| Phyllosticta trappenii                | Oudem.                                                                | 1901           |
| Phyllosticta trematis                 | Katsuki                                                               | 1950           |
| Phyllosticta triacanthi               | Sacc. & P. Syd.                                                       | 1902           |
| Phyllosticta trichostomi              | (Seaver & Waterston) Racov.                                           | 1959           |
| Phyllosticta tricuspidatae            | Miura                                                                 | 1957           |
| Phyllosticta trifolii-minoris         | Unamuno                                                               | 1929           |
| Phyllosticta trifolii-montani         | Lobik                                                                 | 1928           |
| Phyllosticta trifoliiseda             | Bubák & Picb.                                                         | 1937           |
| Phyllosticta trifoliorum              | Barbarine                                                             | 1917           |
| Phyllosticta trigoniae                | Henn.                                                                 | 1908           |
| Phyllosticta trilliicola              | Togashi                                                               | 1936           |
| Phyllosticta trilobachnes             | V.G. Rao                                                              | 1963           |
| Phyllosticta trochodendricola         | C.C. Chen                                                             | 1965           |
| Phyllosticta trollii                  | Trail                                                                 | 1889           |
| Phyllosticta trolliicola              | Bondartsev                                                            | 1935           |
| Phyllosticta tumanensis               | Miura                                                                 | 1928           |
| Phyllosticta turangae                 | Nevod. & Kravtzev                                                     | 1950           |
| Phyllosticta turritis                 | Lobik                                                                 | 1928           |
| Phyllosticta tussilaginis             | Woron.                                                                | 1923           |
| Phyllosticta tuzsonii                 | Bubák                                                                 | 1907           |
| Phyllosticta typhina                  | Sacc. & Malbr.                                                        | 1880           |
| Phyllosticta ulcinjensis              | Bubák                                                                 | 1906           |
| Phyllosticta uleana                   | Syd. & P. Syd.                                                        | 1901           |
| Phyllosticta ulmi                     | Westend.                                                              | 1857           |
| Phyllosticta ulmi-minoris             | Bedlan                                                                | 2014           |
| Phyllosticta ulmi-rubrae              | H.C. Greene                                                           | 1964           |
| Phyllosticta umbrinofumosa            | H.C. Greene                                                           | 1947           |
| Phyllosticta ungnadiae                | Siemaszko                                                             | 1919           |
| Phyllosticta urenae                   | (Syd.) Aa                                                             | 1973           |
| Phyllosticta urticina                 | Garb.                                                                 | 1924           |
| Phyllosticta usteri                   | Speg.                                                                 | 1908           |
| Phyllosticta usteriana                | (Speg.) Hara                                                          | 1918           |
| Phyllosticta uvulariae                | Galloway ex F. Patt.                                                  | 1910           |
| Phyllosticta uzbekistanica            | Melnik                                                                | 1965           |
| Phyllosticta vaccariae                | Bond.-Mont.                                                           | 1924           |
| Phyllosticta vaccinii-arctostaphyli   | Woron.                                                                | 1927           |
| Phyllosticta vacciniicola             | Wikee, Crous, K.D. Hyde & McKenzie                                    | 2013           |
| Phyllosticta vaccinii-hirti           | Henn.                                                                 | 1905           |
| Phyllosticta valerianae               | A.L. Sm. & Ramsb.                                                     | 1915           |
| Phyllosticta valerianae-tripteris     | Unamuno                                                               | 1929           |
| Phyllosticta valerianellae            | T.M. Achundov & Agajeva                                               | 1971           |
| Phyllosticta vallisneriae             | Syd. & P. Syd.                                                        | 1917           |
| Phyllosticta valparadisiaca           | Speg.                                                                 | 1910           |
| Phyllosticta vandermeii               | Vanev & Aa                                                            | 2002           |
| Phyllosticta vangueriae               | Cejp                                                                  | 1971           |
| Phyllosticta vanillae                 | Henn.                                                                 | 1902           |
| Phyllosticta variicolor               | Bubák                                                                 | 1907           |
| Phyllosticta vasicae                  | Pandotra & Ganguly                                                    | 1964           |
| Phyllosticta velata                   | Bubák                                                                 | 1907           |
| Phyllosticta veratri                  | Maire                                                                 | 1930           |
| Phyllosticta verbesinae               | Heald & F.A. Wolf                                                     | 1911           |
| Phyllosticta vernonicida              | Speg.                                                                 | 1926           |
| Phyllosticta vexans                   | Bubák & Dearn.                                                        | 1916           |
| Phyllosticta viburni-opuli            | Miura                                                                 | 1957           |
| Phyllosticta villaresiae              | (Syd. & P. Syd.) Aa                                                   | 1973           |
| Phyllosticta villosa                  | Ellis & Everh. ex E.K. Cash                                           | 1953           |
| Phyllosticta vincae-majoris           | Allesch.                                                              | 1898           |
| Phyllosticta vincae-minoris           | Bres. & Krieg.                                                        | 1900           |
| Phyllosticta vincicola                | Oudem.                                                                | 1901           |
| Phyllosticta viniferae                | Bat. & A.F. Vital                                                     | 1952           |
| Phyllosticta violae                   | Desm.                                                                 | 1847           |
| Phyllosticta violaecola               | Gonz. Frag. & Cif.                                                    | 1928           |
| Phyllosticta virginiana               | (Ellis & Halst.) Ellis & Everh.                                       | 1893           |
| Phyllosticta viriditingens            | Ferraris                                                              | 1902           |
| Phyllosticta vismiae                  | Bat. & J.L. Bezerra                                                   | 1967           |
| Phyllosticta vitis-rotundifoliae      | N. Zhou & L. Cai                                                      | 2015           |
| Phyllosticta vittata                  | Melnik                                                                | 1965           |
| Phyllosticta voandzeiae               | Marchal & Steyaert                                                    | 1929           |
| Phyllosticta vogelii                  | (Syd. & P. Syd.) Died.                                                | 1915           |
| Phyllosticta volkartii                | Sacc. & D. Sacc.                                                      | 1906           |
| Phyllosticta volubilis                | B.R.D. Yadav & V.G. Rao                                               | 1981           |
| Phyllosticta walleniae                | Gonz. Frag. & Cif.                                                    | 1928           |
| Phyllosticta waracola                 | Hara                                                                  | 1959           |
| Phyllosticta weigeliana               | Bubák & Kabát                                                         | 1912           |
| Phyllosticta werestshagini            | Murashk.                                                              | 1927           |
| Phyllosticta westeae                  | Y.P. Tan, Bishop-Hurley & R.G. Shivas                                 | 2022           |
| Phyllosticta westendorpii             | Thüm.                                                                 | 1880           |
| Phyllosticta wisconsinensis           | H.C. Greene                                                           | 1964           |
| Phyllosticta wisteriae                | Allesch.                                                              | 1898           |
| Phyllosticta wisteriicola             | Allesch.                                                              | 1898           |
| Phyllosticta wrightiae                | Patw. & Sathe                                                         | 1966           |
| Phyllosticta wulfeniae                | H.C. Greene                                                           | 1952           |
| Phyllosticta wyomingensis             | Solheim                                                               | 1937           |
| Phyllosticta xanthosomatis            | Sacc.                                                                 | 1913           |
| Phyllosticta xeromphiicola            | Suj. Singh & Kamal                                                    | 1979           |
| Phyllosticta xylopiae                 | Sacc.                                                                 | 1913           |
| Phyllosticta xylopiae-sericeae        | Furlan. & Dianese                                                     | 1998           |
| Phyllosticta yaguarum                 | Cif.                                                                  | 1957           |
| Phyllosticta yamaguchii               | Hara                                                                  | 1918           |
| Phyllosticta yanagawana               | Togashi                                                               | 1936           |
| Phyllosticta yerbae                   | Speg.                                                                 | 1908           |
| Phyllosticta yersini                  | Vincens                                                               | 1922           |
| Phyllosticta yuccae                   | Bissett                                                               | 1986           |
| Phyllosticta yulan                    | Tassi                                                                 | 1900           |
| Phyllosticta yunaensis                | Cif.                                                                  | 1957           |
| Phyllosticta zambiensis               | Cejp                                                                  | 1969           |
| Phyllosticta zeae                     | G.L. Stout                                                            | 1930           |
| Phyllosticta zeae-maydis              | Saccas                                                                | 1951           |
| Phyllosticta zeina                    | Panas.                                                                | 1929           |
| Phyllosticta zimmermannii             | Aa                                                                    | 1973           |
| Phyllosticta zingiberis               | F. Stevens & R.W. Ryan                                                | 1925           |
| Phyllosticta zinniae-lenearis         | B.R.D. Yadav & V.G. Rao                                               | 1981           |
| Phyllosticta ziziphorae               | Pisareva                                                              | 1966           |
| Phyllosticta zonata                   | Ellis & Everh.                                                        | 1900           |